# Фошань
Фоша́нь (кит. упр. 佛山, пиньинь Fóshān, буквально: «Гора Будды») — городской округ в провинции Гуандун КНР. Крупный экономический центр страны, входит в Клуб городов-триллионников и десятку городов Китая по индексу конкурентоспособности. 
Также Фошань является третьим по величине промышленным центром Гуандуна (после Шэньчжэня и Гуанчжоу), крупным центром образования, исследований и инноваций, значительным центром китайской киноиндустрии и производства телесериалов. 

## География
Фошань расположен в центре китайской провинции Гуандун, в западной части дельты Жемчужной реки, в 25 км к юго-западу от Гуанчжоу. 
На севере Фошань граничит с округом Цинъюань, на северо-востоке — с Гуанчжоу, на юго-востоке — с Чжуншанем, на юге — с округом Цзянмынь, на западе — с округом Юньфу, на северо-западе — с округом Чжаоцин.
Фошань расположен в зоне влажного субтропического океанического климата.

## История

Фошань в 1665 году. Гравюра Йохана Ньюхофа

Фошань — старинный торговый город, издавна славившийся своими фарфоровыми фабриками и шёлкопрядильнями. В XVIII веке соперничал с Ханчжоу за звание четвёртого по величине экономического центра Китая. Заиление рукавов реки отрезало город от судов крупного водоизмещения и сделало его промышленным придатком разросшегося Гуанчжоу.
Исторически эти места были частью уезда Наньхай (кит. упр. 南海县). Во времена империи Мин из уезда Наньхай в 1452 году был выделен уезд Шуньдэ (顺德县), а в 1526 году — уезд Саньшуй (三水县). Во времена империи Цин в 1733 году в посёлке Фошань был размещён филиал (кит. упр. 同知) Гуанчжоуской управы (кит. упр. 广州府). После Синьхайской революции в Китае была произведена реформа структуры административного деления, в ходе которой управы были упразднены.
Республиканские власти в 1921 году, следуя путём вестернизации, выделили урбанизированные части уездов Паньюй и Наньхай, и объединили их в отдельную административную единицу: город Гуанчжоу (это был первый случай, когда в Китае появился «город» в западном смысле этого слова). В 1925 году аналогичным образом из уезда Наньхай был выделен город Фошань, однако уже в 1927 году он был упразднён, а его территория вернулась в состав уезда Наньхай. В 1937 году в посёлок Фошань переехали из Гуанчжоу власти уезда Наньхай.
После вхождения этих мест в состав КНР 29 октября 1949 года был опять создан город Фошань; тогда же был создан Специальный район Чжуцзян (кит. упр. 珠江专区), состоящий из города Фошань и 8 уездов. 12 января 1950 года город Фошань был выведен из состава специального района и подчинён напрямую властям провинции Гуандун, однако уже в июле 1950 года Фошань был понижен в статусе, и опять стал посёлком в составе уезда Наньхай. 26 июня 1951 года Фошань был вновь выделен из уезда Наньхай, став отдельным городом в составе Специального района Чжуцзян.
В 1952 году Специальный район Чжуцзян и Специальный район Сицзян (кит. упр. 西江区专) были объединены в Административный район Юэчжун (кит. упр. 粤中行政区). В июне 1954 года власти Административного района переехали из Цзянмэня в Фошань.
В 1955 году Административный район Юэчжун был упразднён; в результате административного передела провинции Гуандун появился Специальный район Фошань (кит. упр. 佛山专区), состоящий из 13 уездов. Город Фошань поначалу был подчинён напрямую провинциальным властям, но в 1958 году был понижен в статусе и перешёл в подчинение властям Специального района. В ноябре 1958 года Специальный район Фошань был переименован в Специальный район Гуанчжоу (кит. упр. 广州专区), но уже в январе 1959 года ему было возвращено прежнее название. В 1966 году город Фошань опять перешёл в прямое подчинение властям провинции.
В 1970 году город Фошань опять был понижен в статусе, а Специальный район Фошань был переименован в Округ Фошань (кит. упр. 佛山地区). В 1975 году город Фошань опять стал городом провинциального подчинения.
1 июня 1983 года округ Фошань был расформирован; город Фошань и уезды Наньхай, Саньшуй, Шуньдэ и Гаомин образовали городской округ Фошань, где территория бывшего города Фошань была с июня 1984 года разделена на районы Фэньцзян (кит. упр. 汾江区) и Шивань (кит. упр. 石湾区).
В 1986 году район Фэньцзян был переименован в Городской район (кит. упр. 城区).
В 1992 году уезды Наньхай и Шуньдэ были преобразованы в городские уезды.
В 1993 году уезд Саньшуй был преобразован в городской уезд.
В 1994 году уезд Гаомин был преобразован в городской уезд.
Постановлением Госсовета КНР от 8 декабря 2002 года Городской район и район Шивань были объединены в район Чаньчэн, а городские уезды Наньхай, Шуньдэ, Саньшуй и Гаомин были преобразованы в районы городского подчинения.

## Население

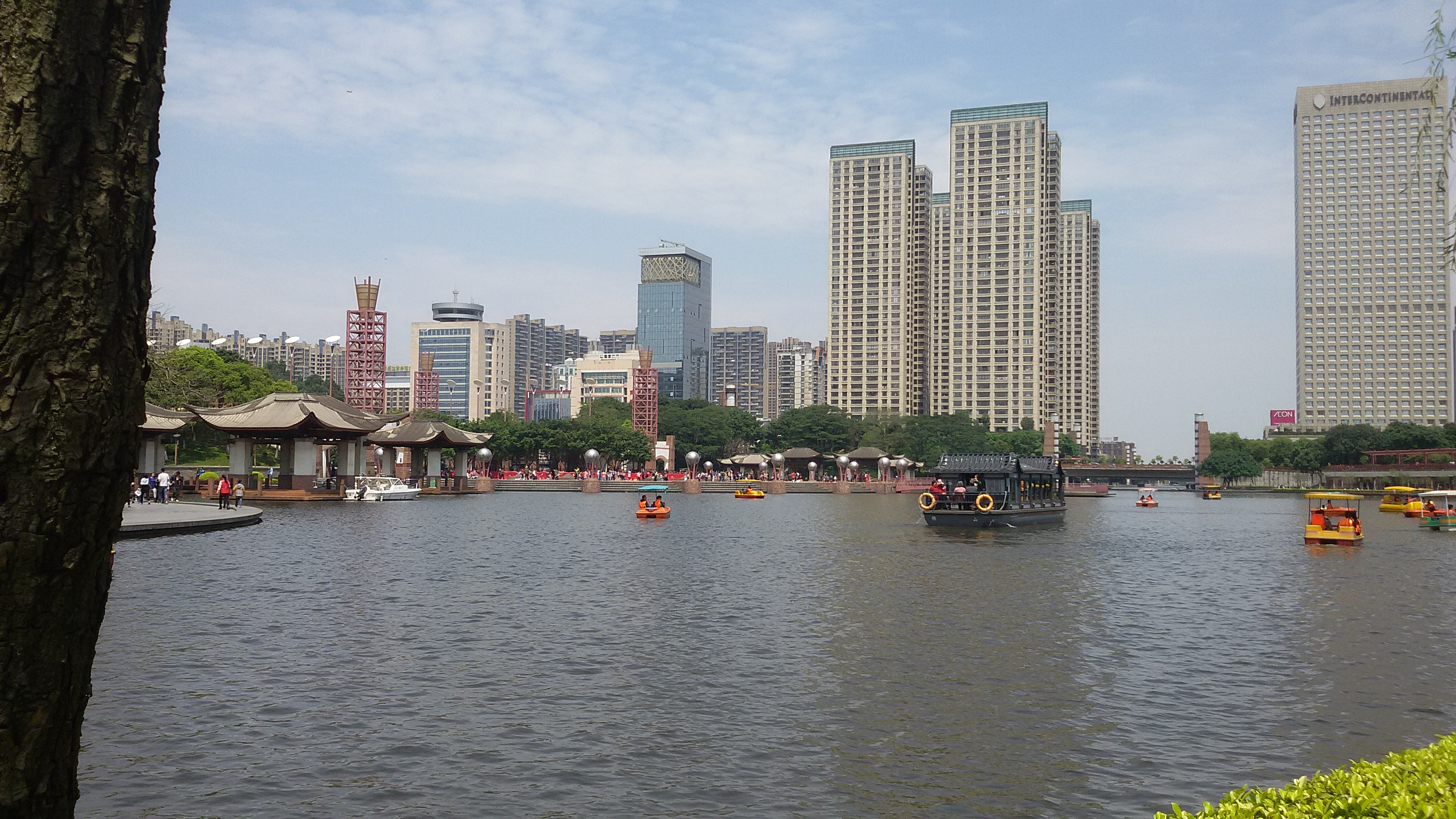
Озеро в Наньхае

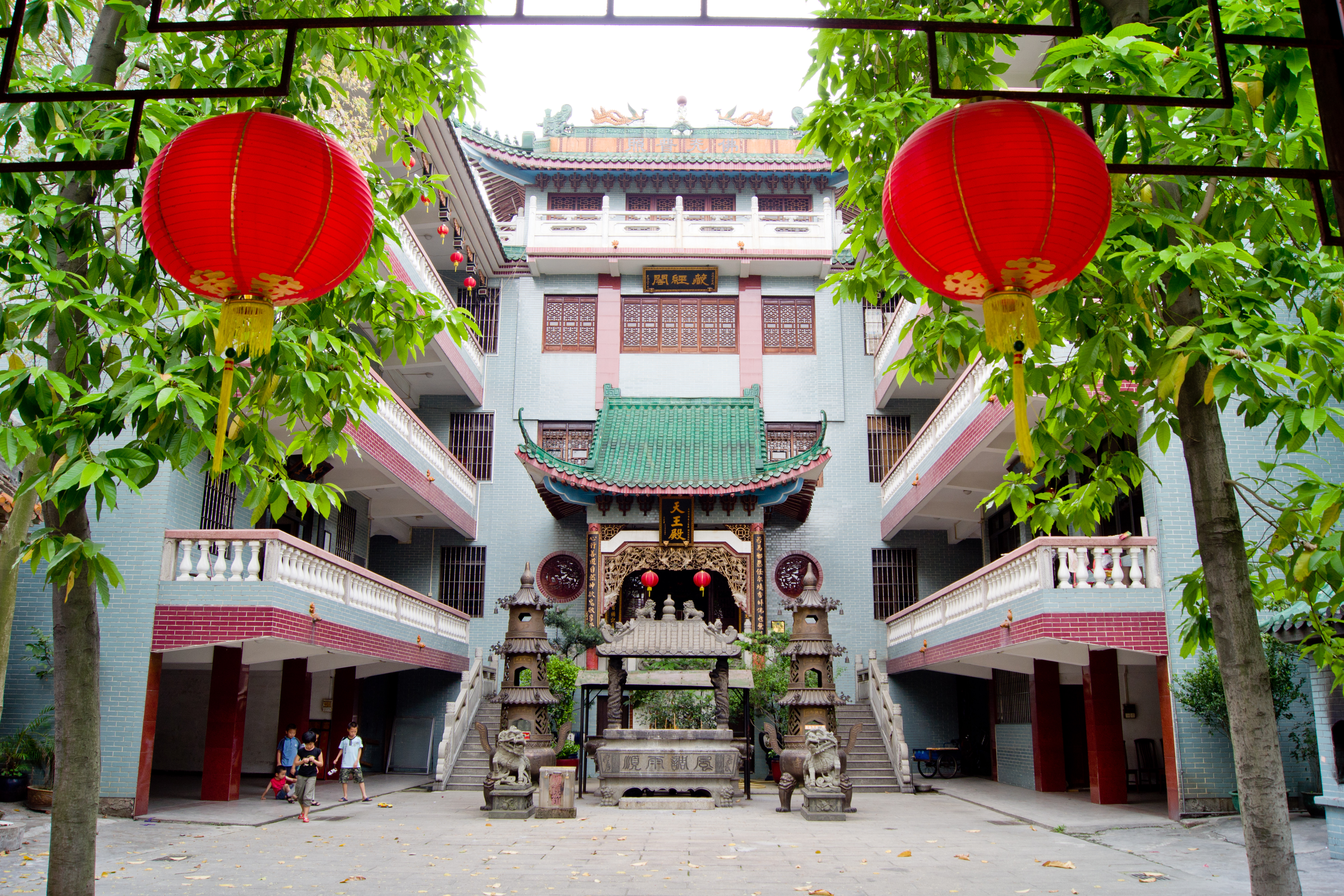
Храм в Шуньдэ

Местное население разговаривает на локальном диалекте кантонского, который распространён в дельте Жемчужной реки. Также в Фошане широко распространён путунхуа (главным образом в сфере образования и бизнеса, а также среди переселенцев из Северного Китая).
Значительные диаспоры выходцев из Фошаня имеются в Гонконге, Макао, Сингапуре, Малайзии, США, Канаде, Австралии и Великобритании.

### Занятость и благосостояние
По состоянию на 2017 год в Фошане проживало 1,44 млн специалистов различных направлений, в том числе 95 академиков Китайской академии наук и Китайской инженерной академии, 115 экспертов, получавших специальные субсидии Госсовета КНР, и 23 специалиста, получавших стипендии округа и провинции. Фошань имеет специальные мотивационные программы, с помощью которых привлекает в город талантливых китайских и иностранных студентов, выпускников, преподавателей, инженеров и программистов.
В 2017 году в Фошане было 4,1 млн работающих жителей, из которых 30 % имели высшее образование; кроме того, в городе проживало 184 тыс. высококвалифицированных специалистов, 24 тыс. специалистов высшей категории, 45 тыс. студентов и аспирантов, 38 тыс. учащихся, которые получали профессионально-техническое образование. Среднемесячная зарплата сотрудников в 2016 году составляла около 5,6 тыс. юаней.

## Административно-территориальное деление
Городской округ Фошань делится на 5 районов:
| Карта                                 | Карта    | Карта     | Карта        | Карта            | Карта         |
| ------------------------------------- | -------- | --------- | ------------ | ---------------- | ------------- |
| Чаньчэн Наньхай Шуньдэ Саньшуй Гаомин |          |           |              |                  |               |
| Статус                                | Название | Иероглифы | Пиньинь      | Население (2020) | Площадь (км²) |
| Район                                 | Чаньчэн  | 禅城区    | Chánchéng qū |                  |               |
| Район                                 | Наньхай  | 南海区    | Nánhǎi qū    |                  |               |
| Район                                 | Шуньдэ   | 顺德区    | Shùndé qū    |                  |               |
| Район                                 | Саньшуй  | 三水区    | Sānshuǐ qū   |                  |               |
| Район                                 | Гаомин   | 高明区    | Gāomíng qū   |                  |               |

## Экономика

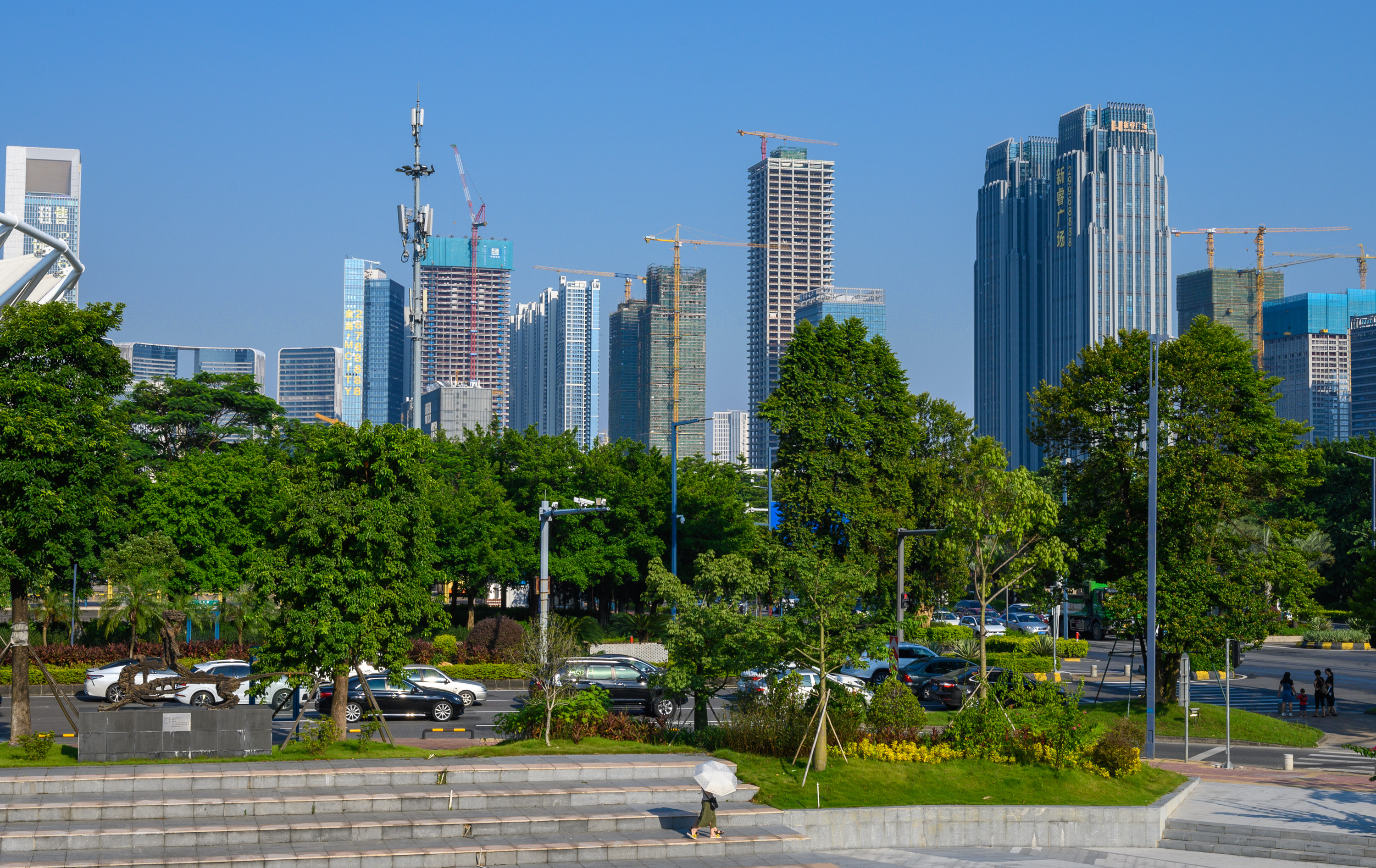
Деловой центр Фошаня

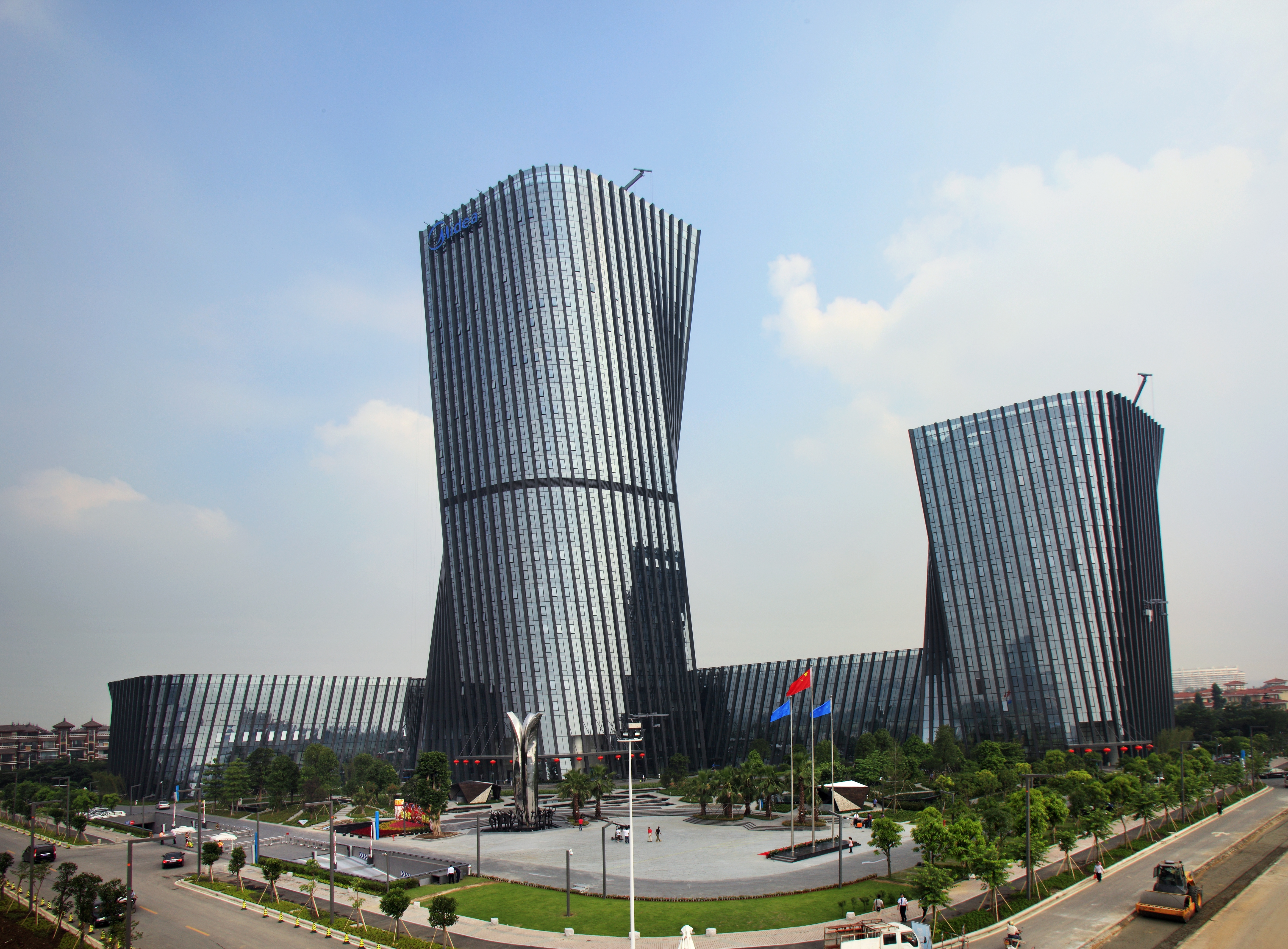
Штаб-квартира компании Midea Group

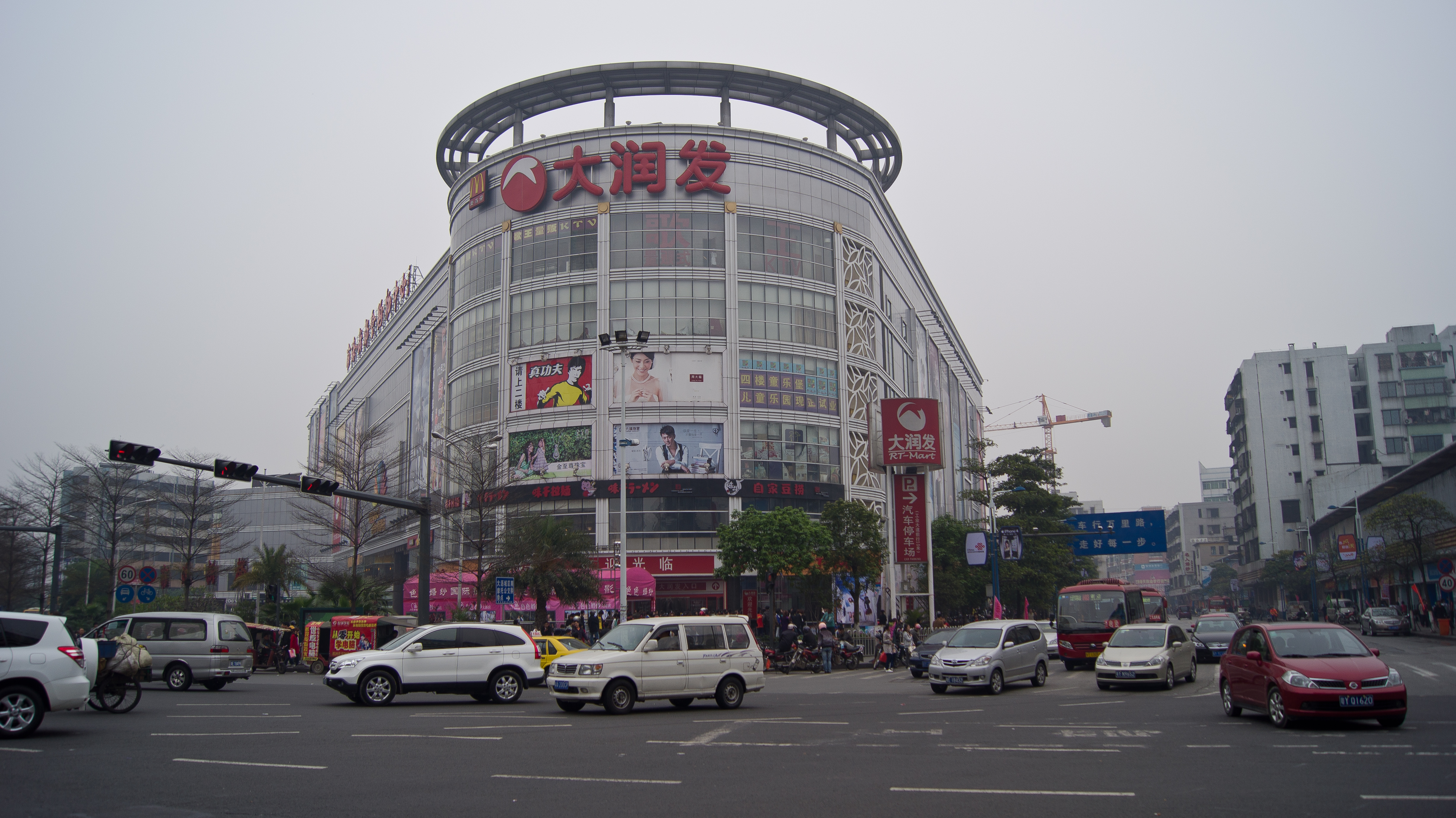
Торговый центр в Фошане

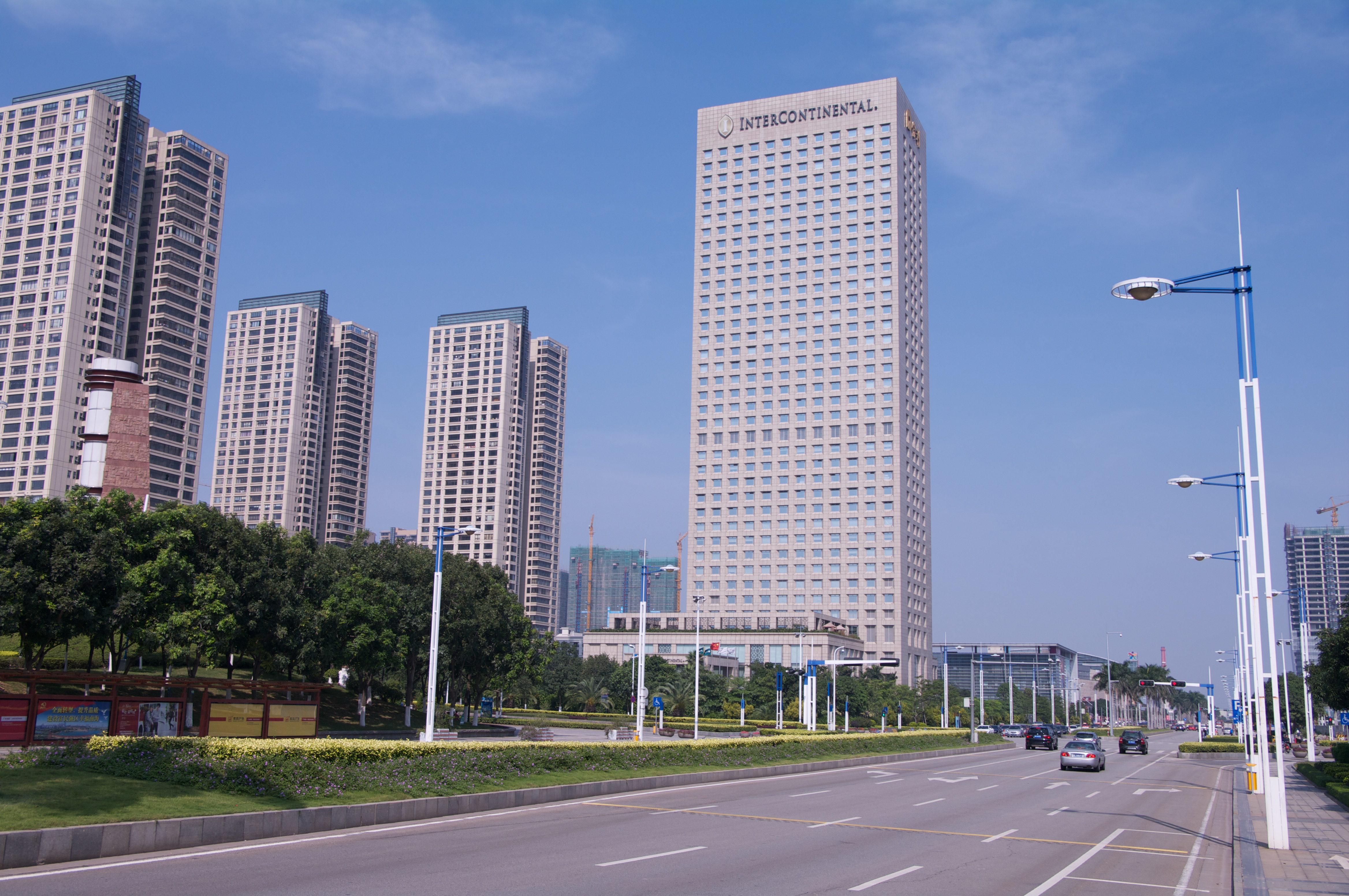
Отель InterContinental

В 2014 году ВВП Фошаня составил 760,33 млрд юаней, увеличившись на 8,6 % по сравнению с 2013 годом. Объём промышленного производства составил 456,1 млрд юаней (+ 9,6 % в годовом исчислении), экспорт — 46,7 млрд долл. (+ 9,9 %), импорт — 22,1 млрд долл. (+ 3,2 %), объём законтрактованных иностранных инвестиций — 3,73 млрд. долл. (+ 5,6 %), располагаемый доход городских жителей — 36,5 тыс. юаней (+ 9 %). 
Во время Двенадцатой пятилетки (2011—2015) в Фошане активно развивались как традиционные отрасли экономики (производство бытовой электротехники, строительной и санитарной керамики, металлических изделий, автомобилей и автозапчастей, промышленного оборудования, продуктов питания), так и новые сектора (информационные технологии, электронная коммерция, электроника, робототехника, энергосбережение и охрана окружающей среды, здравоохранение, фармацевтика). В 2017 году Фошань занял третье место среди городов Гуандуна и 16-е место среди городов Китая по величине ВВП (955 млрд юаней).
В 2017 году первичный сектор экономики Фошаня составлял 1,5 %, вторичный — 58,4 %, третичный — 40,1 %. Добавленная стоимость вторичного сектора превысила 557 млрд юаней, а третичного сектора составила 383,35 млрд юаней; объём розничных продаж потребительских товаров вырос до 332 млрд юаней (+ 10 % в годовом исчислении); объём промышленного производства частного сектора увеличился до 1584,5 млрд юаней (+ 10,2 %). Внешнеторговый оборот Фошаня составил 435,74 млрд юаней (+ 6,1 %), объём экспорта достиг 315,36 млрд юаней (+ 1,7 %), а объём импорта — 120,38 млрд юаней (+ 19,6 %). 
В 2019 году ВВП Фошаня превысил 1 трлн юаней и округ вошёл в Клуб городов-триллионников. В Фошане базируются штаб-квартиры таких крупных компаний, как Midea и Galanz Enterprises (бытовая техника), Country Garden Holdings (недвижимость), Nenking Group (недвижимость, финансовые услуги, фармацевтика). Также Фошань известен своими оптовыми рынками мебели, электроники, пластмассовых и стальных изделий, цветов, игрушек, фейерверков, фруктовыми садами и цветочными плантациями.  

### Промышленность
Фошань является крупным промышленным центром в западной части дельты Жемчужной реки (также известна как экономический регион «Большого залива»). В городском округе производят бытовую технику (в том числе кондиционеры, вентиляторы, холодильники, морозильные камеры, стиральные и посудомоечные машины, пылесосы, водонагреватели, газовые конвекторы, микроволновые печи, тостеры и рисоварки), электронику, автомобили, промышленное оборудование (в том числе роботов), стальные и алюминиевые изделия, мебель, строительную и санитарную керамику, текстиль, готовую одежду, пластмассовые и резиновые изделия, упаковочные материалы, пищевые продукты и напитки (в том числе соевый соус, рисовое вино и прохладительные напитки). В 2017 году компании Фошаня произвели бытовой техники на 211,17 млрд юаней (+ 9,1 % в годовом исчислении), промышленного оборудования на 130,95 млрд юаней (+ 13,4 %), автомобилей и комплектующих на 71,96 млрд юаней.    
Район Шуньдэ, включая Shunde High-Tech Zone, является одним из крупнейших в мире центров по производству бытовой электротехники, электроники, домашней и гостиничной мебели; район Чаньчэн специализируется на производстве строительной и санитарной керамики (плитка, унитазы, умывальники, биде, поддоны для душевых кабинок), а также детской одежды и игрушек; Foshan Hi-Tech Development Zone в районе Чаньчэн специализируется на автосборочной, химической и биотехнологической промышленности. 
В Фошане расположены такие традиционные предприятия, как заводы бытовой и коммерческой техники Midea, Hisense, Galanz Enterprises, Vanward New Electric, Genzhuo Electrical Appliances, Chigo Air Conditioning, электротехнические заводы Foshan Electrical and Lighting, Toshiba и Tyco, заводы энергетического оборудования Keda Industrial Group и SVC (Smart Voltage Control), керамические фабрики New Zhong Yuan Ceramics, New Pearl Ceramics, Dongpeng Ceramics и Monalisa Group, заводы сантехники Kohler Co. и LESSO Technology, мебельные фабрики Royale Furniture Holdings, Wision Furniture Manufacturing и Alishunlin Furniture, завод мебельной фурнитуры SACA Precision Manufacturing, химические заводы DuPont и Invista, швейные фабрики Esquel Group и Seazon Textile and Garment, заводы металлических изделий Xingfa Aluminium, Guangya Aluminium Industry и Huanan Steel, заводы соусов и пищевых добавок Haitian Flavouring and Food и Heinz, заводы напитков Anheuser-Busch InBev, Coca-Cola, Red Bull и Jianlibao Group.
К новым предприятиям Фошаня относятся автосборочные заводы FAW Volkswagen (совместное предприятие компаний FAW Group и Volkswagen), Beiqi Foton Motor, Foday Automobile, Yuehai Automobile и Luzhiyou Machine Manufacture, заводы автомобильных комплектующих (двигатели, батареи, оптика, проводка) Stellantis, Magneti Marelli, Toyota Boshoku, Aisin, Delian Group, OptimumNano Energy, Dongfang Precision Science & Technology, Hikvision, Teamgiant New Energy, заводы электроники и полупроводников Nationstar Optoelectronics, Qunzhi Photoelectric, Halo Microelectronics, Gowin Semiconductor, заводы очистного оборудования Infore Environment Technology Group и Keda Clean Energy, завод летательных аппаратов DJI. Технопарк New Energy Vehicles Town (NEV Town) в районе Шуньдэ специализируется на разработке электромобилей, водородных двигателей, электроники и программного обеспечения для автомобилей. Foshan Electronic Information Industry Park в районе Наньхай специализируется на облачных вычислениях, больших данных, интернете вещей, мобильном интернете, умных городах и технологиях хранения данных.
В Фошане активно развиваются такие новые направления науки и экономики, как здравоохранение, биомедицина, генетическая инженерия, белковая инженерия, микробиология, производство лекарств, медицинского оборудования, компонентов традиционной китайской медицины и здоровой пищи. В Фошане наладили производство оборудования для 3D-биопринтинга, диагностического оборудования, медицинских роботов и биоразлагаемых сосудистых стентов. Среди крупнейших компаний сектора здравоохранения и медицинских услуг — Otsuka Pharmaceutical, Medi-World Pharmaceutical, Dezhong Pharmaceutical, Yifang Pharmaceutical, China Sun Pharmaceutical Machinery, Qinlian Medical Apparatus and Instruments, TiCar Biotech и Hong Fu Loi Healthcare Product. В Фошане базируются такие бизнес-инкубаторы, как Китайская долина здравоохранения и медицинской промышленности, Гуандунский промышленный парк больших данных в сфере здравоохранения и медицины, Гуандунский биопромышленный парк инноваций и обмена технологиями, Наньхайская база биомедицины. Также в округе расположен Центр телемедицины Гуандунской академии медицинских наук.

### Туризм

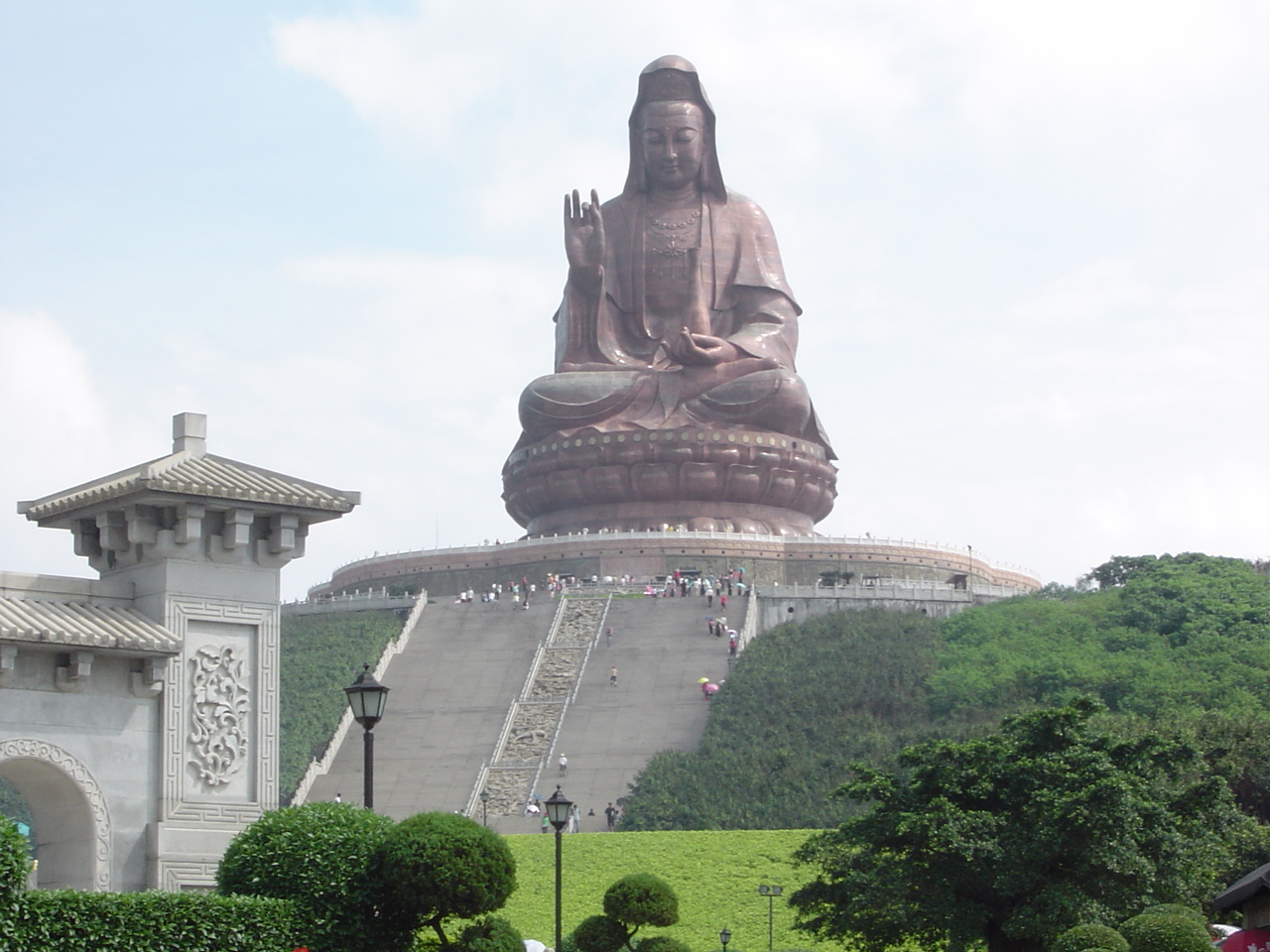
Статуя богини Гуаньинь

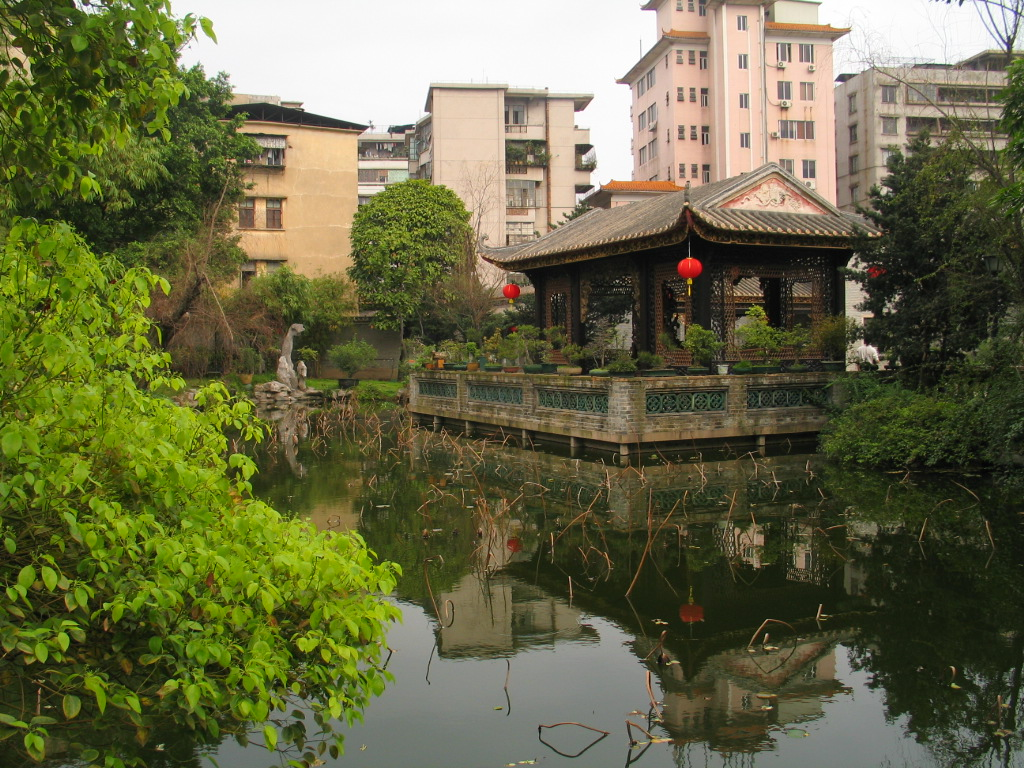
Сад семьи Лян

Главной достопримечательностью Фошаня является гора Сицяо, на которой возвышается 77-метровая статуя богини Гуаньинь (высота статуи составляет 62 м, высота постамента — 15 м). Вокруг потухшего вулкана Сицяо на территории 14 кв. км разбиты национальный геологический и лесной парк, а также парк культуры Наньхай Гуаньинь. Гора имеет более 70 пиков, самый высокий пик Дачэн достигает высоты 346 метров. Посетителей парка привлекают живописные скальные образования, многочисленные озёра, родники и водопады, более 40 глубоких пещер, несколько буддийских храмов и павильонов, руины карьера эпохи династии Мин.
В Шуньдэ туристов привлекают сад Цинхуй со знаменитыми прудами, тематический парк Шуньфэншань с крупнейшим в Китае пайлоу и мемориальный музей Брюса Ли. В Чаньчэне расположена старинная мастерская, которая в период династии Мин выпускала знаменитую «шиваньскую керамику». Кроме мастерской с печами для обжига керамики, в комплекс входят музей керамики, деревня керамики и ряд святилищ, посвящённых богу огня. Также в Чаньчэне находится сад семьи Лян, который включает в свой состав пруд с мостами и павильонами, старинные особняки, пагоды, ворота и скульптуры эпохи династии Цин.
Среди тематических парков наиболее популярным является Nickelodeon Cultural Resort, построенный в районе Саньшуй американским конгломератом ViacomCBS и гонконгской Elite Global Group. В Фошане расположены несколько престижных отелей международных сетей, в том числе InterContinental, Marco Polo, Hilton, Swissotel, Crowne Plaza, Pullman, Sofitel, Wyndham, Ramada, Fairfield, Grand Mercure, Hampton, Park Lane и Holiday Inn. Для проведения выставок и конференций используются многофункциональные Foshan International Conference & Exhibition Center и Lecong International Convention & Exhibition Center.
Главные достопримечательности Фошаня:
- Гора Сицяо (Наньхай)
- Родовой храм Цзумяо (Чаньчэн)
- Сад Цинхуй (Шуньдэ)
- Древняя печь Наньфэн (Чаньчэн)
- «Цветочный мир» (Шуньдэ)
- «Лотосовый мир» (Саньшуй)
- Гора Цзаому (Гаомин)
- Персиковый сад Наньгуо (Наньхай)
- Кино-телевизионный город CCTV (Наньхай)

### Розничная торговля
В Фошане имеется несколько традиционных продуктовых рынков, а также сети гипермаркетов и супермаркетов Walmart, Vanguard, RT-Mart и JUSCO. Кроме того, имеются сетевые универмаги и торговые центры Wanda, Poly, Vanke Mall, Aeon и Winman. Крупнейшим мебельным торговым центром провинции является Louvre Furniture Mall.

### Внешняя торговля и иностранные инвестиции
Основными внешнеторговыми партнёрами Фошаня являются страны АСЕАН (главным образом Таиланд, Малайзия и Вьетнам), а также США и Индия. Многие компании из Фошаня не только экспортируют свою продукцию, но и строят за рубежом собственные предприятия (в том числе Midea Group и SACA Precision). По состоянию на февраль 2018 года в Фошане было запущено почти 10,5 тыс. проектов с участием прямых иностранных инвестиций общей стоимостью 80,88 млрд долларов США. Наибольший объём иностранных инвестиций был направлен в такие отрасли, как недвижимость, производство пищевых продуктов, автозапчастей, электрооборудования и химических изделий.

### Финансовый сектор
В Фошане базируются небольшие региональные банки Foshan Rural Commercial Bank (FRCB) и Shunde Rural Commercial Bank (SRCB), имеются отделения почти всех крупнейших китайских банков (China Construction Bank, Agricultural Bank of China, Industrial and Commercial Bank of China, Bank of China, Bank of Communications, Postal Savings Bank of China). В районе Наньхай расположена Guangdong Financial High Tech Service Zone, специализирующаяся на развитии финансовых технологий.
В финансовой зоне услуг расположены офисы и сервисные центры Народного банка Китая, The Hongkong and Shanghai Banking Corporation, AIA Group, China Life Insurance, Capgemini, KPMG и Oracle. Частью финансовой зоны услуг является Qiandeng Lake Venture Capital Town, фирмы которого специализируются на венчурных и рисковых инвестициях.

### Недвижимость
В Фошане строится большое количество жилой, офисной, гостиничной и торговой недвижимости. Самыми высокими зданиями города являются Poly Business Center (248 м), Shunde Poly Commercial Center (220 м), Chancheng Greenland Center (214 м), Foshan International Plaza (208 м) и Baihua Plaza (200 м). Крупнейшими операторами недвижимости в Фошане являются Country Garden Holdings, Poly Developments and Holdings, Poly Property Group, Greenland Holdings, China Vanke, Wanda Group, Sunac China Holdings, Sun Hung Kai Properties, New World Development, Shui On Group, OCT Group и CapitaLand.

### Энергетика и коммунальное хозяйство
По состоянию на 2017 год Фошань имел сеть современных электрических подстанций, сеть газопроводов высокого давления, которые связаны с газопроводами Гуанчжоу, Чжуншаня и Цзянмыня, и 32 предприятия, которые занимались водоснабжением и канализацией. В районе Саньшуй расположена крупная угольная ТЭС «Хэнъи» (Hengyi Power Station), в районе Наньхай — угольная ТЭС «Наньхай № 1» (Nanhai 1st Power Station).

### Зонирование
В Фошане расположено несколько зон развития, промышленных и научных парков: 
- Foshan National High-Tech Industry Development Zone (автомобили и автозапчасти, сложное промышленное оборудование, оптоэлектроника, новые материалы, здравоохранение и биофармацевтика)
  - Foshan High-Tech Industry Park
- Sino-German Industrial Service Zone (автомобили и автозапчасти, роботы, электроника, биофармацевтика, выставки и конференции)
- Guangdong High-Tech Service Zone for Financial Institutions (банковское дело, страхование, операции с ценными бумагами, управление частным капиталом, венчурные инвестиции, аутсорсинг услуг, лизинг, онлайн-финансирование)
- Sanlong Bay High-End Innovation Cluster (исследования и разработки, образование, экология, развитие инновационных проектов)
- Nanhai—Sanshui Industry Cooperation Zone (сложное промышленное оборудование, биомедицина, логистика и электронная коммерция)
- National (Foshan) Military-Civil Integrated Innovative Demonstration Zone (бытовая техника, электроника, биофармацевтика)
- Qingnian Lake Electronic Information Industry Park (информационные технологии, облачные вычисления, большие данные, интернет вещей, мобильный интернет и умные города)
- Foshan Human Resources Service Industry Park (поиск и подбор кадров, управление трудовыми ресурсами, профессиональное образование, консалтинг и аутсорсинг)

Чаньчэн
- China Pottery Valley (керамика)
- Chancheng European Industrial Park
- South China Innovation Valley / South China Power Creative Science Park (исследования и разработки, энергетическое и сложное промышленное оборудование, здравоохранение и информационные технологии)
- South China Life Science Park (исследования и разработки)
- Zhihui Town / Green Island Lake (сложное промышленное оборудование, новые материалы, возобновляемые источники энергии)
- Smart New City

Наньхай
- China Intelligent Safety and Security Industry Park (производственная, пожарная, транспортная, общественная и информационная безопасность)
- National-level Electronic Information Industry Base (электроника и информационные технологии)
- National-level New Industrialization Demonstration Base
- Guangdong — Hong Kong — Macau High-End Service Cooperation Demonstration Area (деловые услуги)
- Nanhai National Eco-Industrial Demonstration Park
- Guangdong New Material Industry Base (новые материалы)
- Guangdong New Energy Vehicle Industry Base (водородные автомобили и комплектующие)
- Guangdong New Energy Car Core Component Industry Base (электромобили и комплектующие)
- Automobile Industry Park (электромобили и комплектующие)
- Guangdong New Light Source Industry Base (осветительная техника)
- Nanhai Japanese SME Industrial Park
- CAS-FS Biotech and Pharmaceutical Center (биотехнологии и фармацевтика)
- High-End Industry Service Area of Dajin Intelligence Gathering Land (деловые услуги)

Шуньдэ
- Western Ecological Industry District
  - Shunde High-Tech Industry Development Zone
    - Shunde Intelligent Manufacturing Industry Base (сложное промышленное и медицинское оборудование)
- China Southern Wisdom Valley (исследования и разработки, сложное промышленное оборудование, биофармацевтика, информационные услуги)
- Shunde Innovation and Entrepreneurship Valley for Smart Household Appliance (бытовая техника)
- Shunde New Energy Vehicle Manufacturing Industry Base (электромобили и комплектующие)
- International Pan-Home Furnishing Eco-industry Park (мебель)
- Shunde Exhibition Center (выставки и конференции)
- Shunde Producer Services Cluster (деловые услуги)

Гаомин
- Foshan Airport Economic Area (логистика, финансовые услуги, электронная коммерция и сложное промышленное оборудование)
- Smart Machinery Equipment Manufacturing Industry Base (сложное оборудование)
- New Energy Vehicle Industry Base (электромобили и комплектующие)
- New Material Industry Base (новые материалы)
- Textile Technology Industry Base (текстиль и одежда)
- Healthy Food Industry Base (пищевые продукты и добавки)
- New Energy Industry Base (возобновляемые источники энергии)
- Cangjiang Industrial Park
- Xijiang New City

Саньшуй
- Sanshui Park of Foshan National High-Tech Industry Development Zone (сложное промышленное и медицинское оборудование, автомобили и комплектующие, электроника и бытовая техника, новые материалы, возобновляемые источники энергии)
  - South & North Parks
- Military-Civil Integrated and Coordinated Innovation Zone
  - Aerospace Smart City (аэрокосмическое оборудование)
- China International Beverage and Food Base (пищевые продукты и напитки)
- South China New Energy Vehicle Integrated Innovation Industry Park (электромобили и комплектующие)
- Guangdong Daily Chemical Industry Base (бытовая химия)
- Sanshui New City

## Транспорт и связь

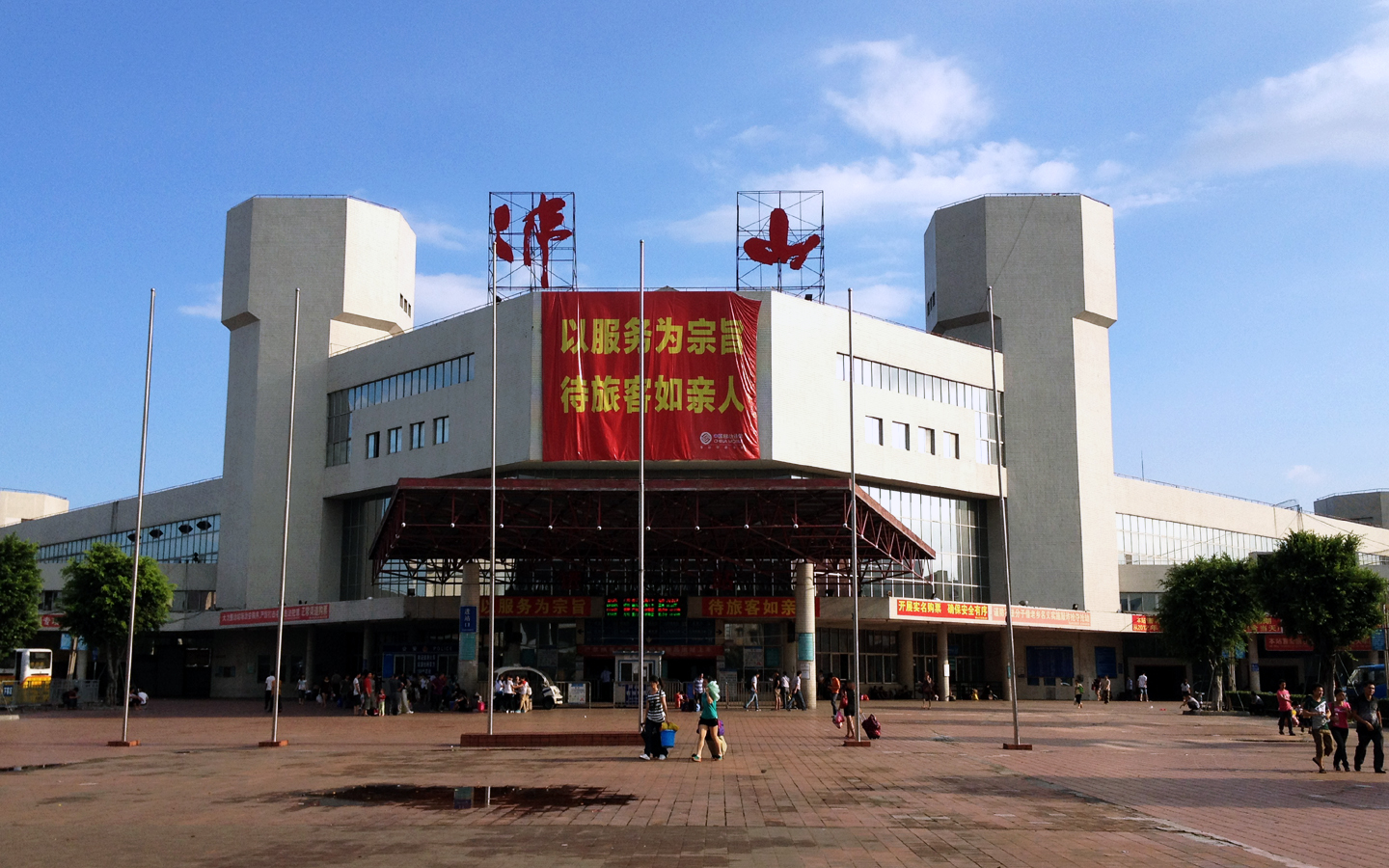
Фошаньский вокзал

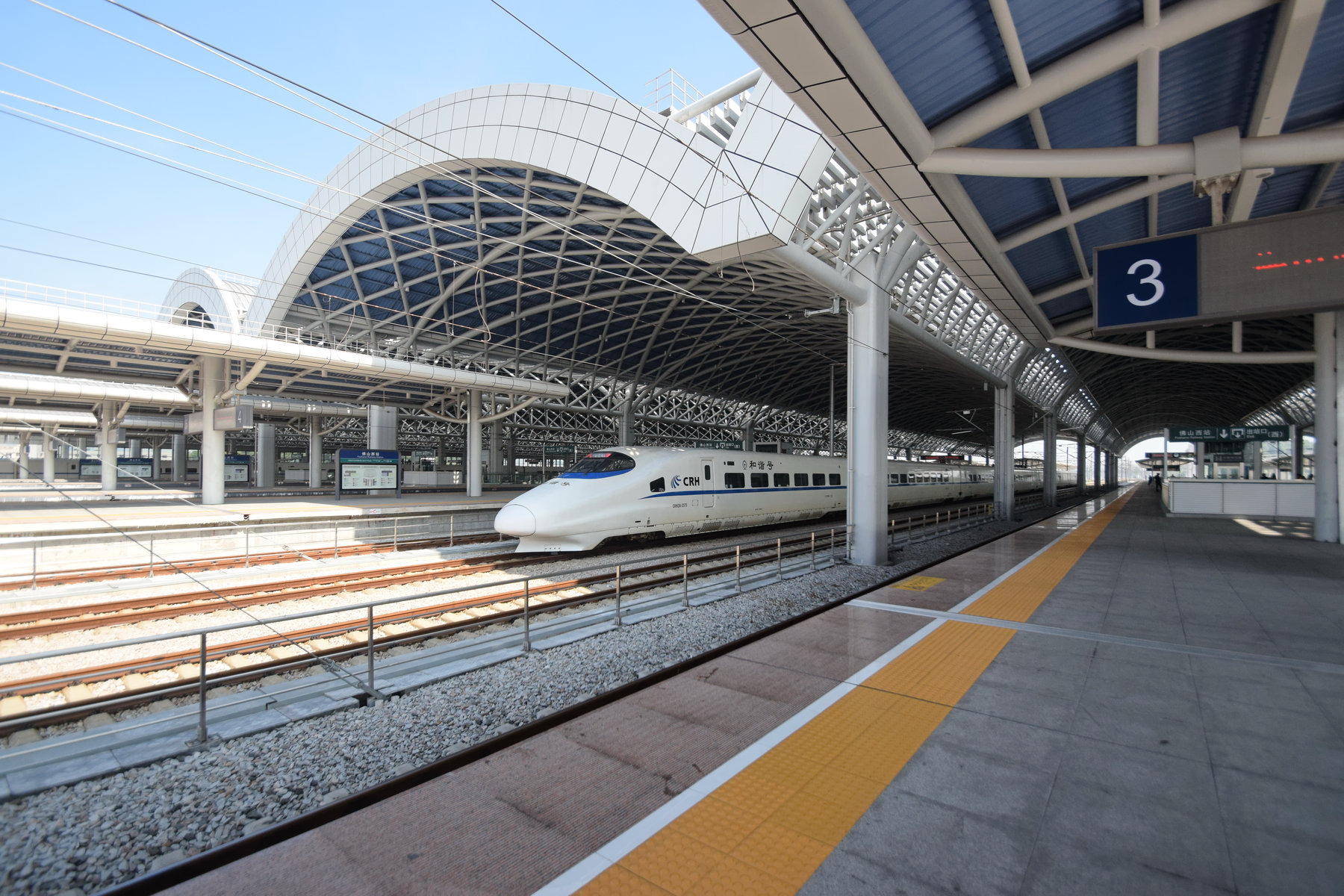
Западный вокзал Фошаня

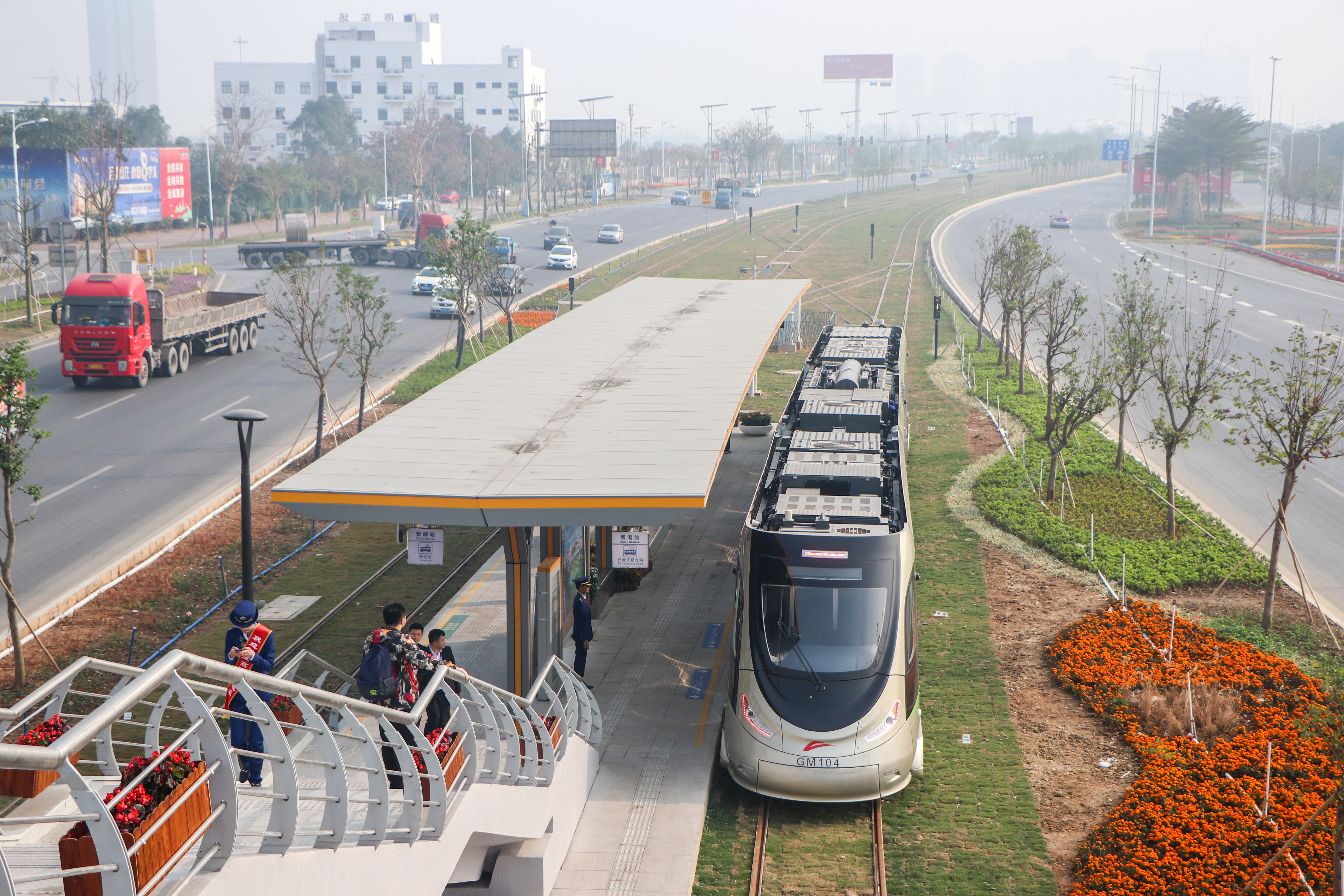
Трамвайная линия

Являясь фактически пригородом Гуанчжоу, Фошань соединён с этим мегаполисом скоростными автомагистралями, скоростной и обычной железными дорогами и двумя ветками метрополитена. Кроме того, существует автобусное и паромное сообщение с Гонконгом и Макао. Наибольший поток грузов следует из Фошаня в соседние морские порты Наньша (Гуанчжоу) и Гаолань (Чжухай).
Через территорию округа Фошань проходят национальные шоссе Годао 321 (Гуанчжоу — Чэнду), Годао 324 (Фучжоу — Куньмин) и Годао 325 (Гуанчжоу — Наньнин), скоростные автомагистрали G15 (Шэньян — Хайкоу) и G55 (Эрэн-Хото — Гуанчжоу), высокоскоростные железнодорожные линии Гуанчжоу — Фошань — Чжаоцин, Гуанчжоу — Наньнин и Гуанчжоу — Гуйян (их обслуживает Западный вокзал), а также скоростные железнодорожные линии Гуанчжоу — Фошань, Гуанчжоу — Чжухай и железная дорога Гуанчжоу — Маомин. К концу 2017 года в Фошане имелось почти 490 км скоростных автомагистралей.
В 2010 году была введена в эксплуатацию первая линия Фошаньского метро (FMetro), которая сейчас обслуживает маршрут Шуньдэ — Чаньчэн — Наньхай — Ливань — Хайчжу). В 2021 году была открыта вторая линия метро (Чаньчэн — Южный вокзал Гуанчжоу). Ведётся строительство третьей линии, которая соединит пассажирский порт в Шуньдэ с Фошаньским университетом в Наньхае.  
В Гаомине имеется 17-километровая трамвайная линия, которую обслуживают составы на водородном топливе. По реке Сицзян и другим водным артериям осуществляется пассажирское и грузовое судоходство между Фошанем и Гонконгом, Макао, Шэньчжэнем, Гуанчжоу и Чжаоцином (общая протяжённость судоходных путей превышает 1 тыс. км). В районе Шуньдэ имеется крупный речной контейнерный терминал Жунци (открыт в 1987 году) и пассажирский вокзал Шуньдэ (открыт в 1998 году). 
В районе Наньхай расположена военно-воздушная база Шади, которая также обслуживает гражданские рейсы авиакомпании China United Airlines. Ближайшим к Фошаню международным аэропортом является Гуанчжоу Байюнь. Кроме того, имеется регулярное автобусное сообщение между Фошанем и другими аэропортами — Гонконгским международным аэропортом, международным аэропортом Макао, международным аэропортом Чжухай Цзиньвань и международным аэропортом Шэньчжэнь Баоань.
В районе Гаомин планируется построить новый международный аэропорт Дельты Жемчужной реки. В Фошане хорошо развиты мобильные сети 4G и 5G, оптико-волоконный интернет, на всех станциях метро и в других общественных местах доступны бесплатные точки доступа Wi-Fi.

## Образование и наука
По состоянию на 2017 год в Фошане имелось 13 высших учебных заведений, десятки магистратур, докторатов и специализированных колледжей, девять технических школ, около 30 учебных центров и школ, созданных компаниями и профессиональными ассоциациями. В городе расположены Фошаньский университет, основанный в 1958 году, кампус Южно-китайского педагогического университета, кампус Южного медицинского университета, кампус Гуандунского университета финансов и экономики, научно-технологический парк Южно-китайского технологического университета, научные парки Цзинаньского университета и Университета имени Сунь Ятсена, Политехнический институт Шуньдэ, Фошаньская академия робототехники, Кооперативный инновационный институт оборудования ЧПУ Гуандунского технологического университета и Центр передачи технологий университетов Гуандуна. Фошань установил тесное стратегическое партнёрство с такими ведущими научными учреждениями, как Китайская академия наук, Китайская инженерная академия, Университет Цинхуа, Чжэцзянский университет, Пекинский университет иностранных языков и Общество Фраунгофера. В округе базируются Исследовательский институт передового производства университета Цинхуа, кампус Чанчуньского института оптики, тонкой механики и физики Китайской академии наук и Центр передачи технологий Чжэцзянского университета.
В Фошане широко развиты различные научные исследования, обмен технологиями и венчурное финансирование, что привлекает в город крупные высокотехнологические компании и молодые стартапы. Округ входит в число лидеров провинции Гуандун по числу зарегистрированных патентов, технологических бизнес-инкубаторов, инженерных центров, исследовательских лабораторий и институтов. Расходы Фошаня на НИОКР в 2017 году выросли до 24,7 млрд юаней, что составило 2,5 % от ВВП округа. Крупнейшими инкубаторами технологических инноваций являются Foshan National Torch Innovation Pioneering Park и Shunde Innovation Park.

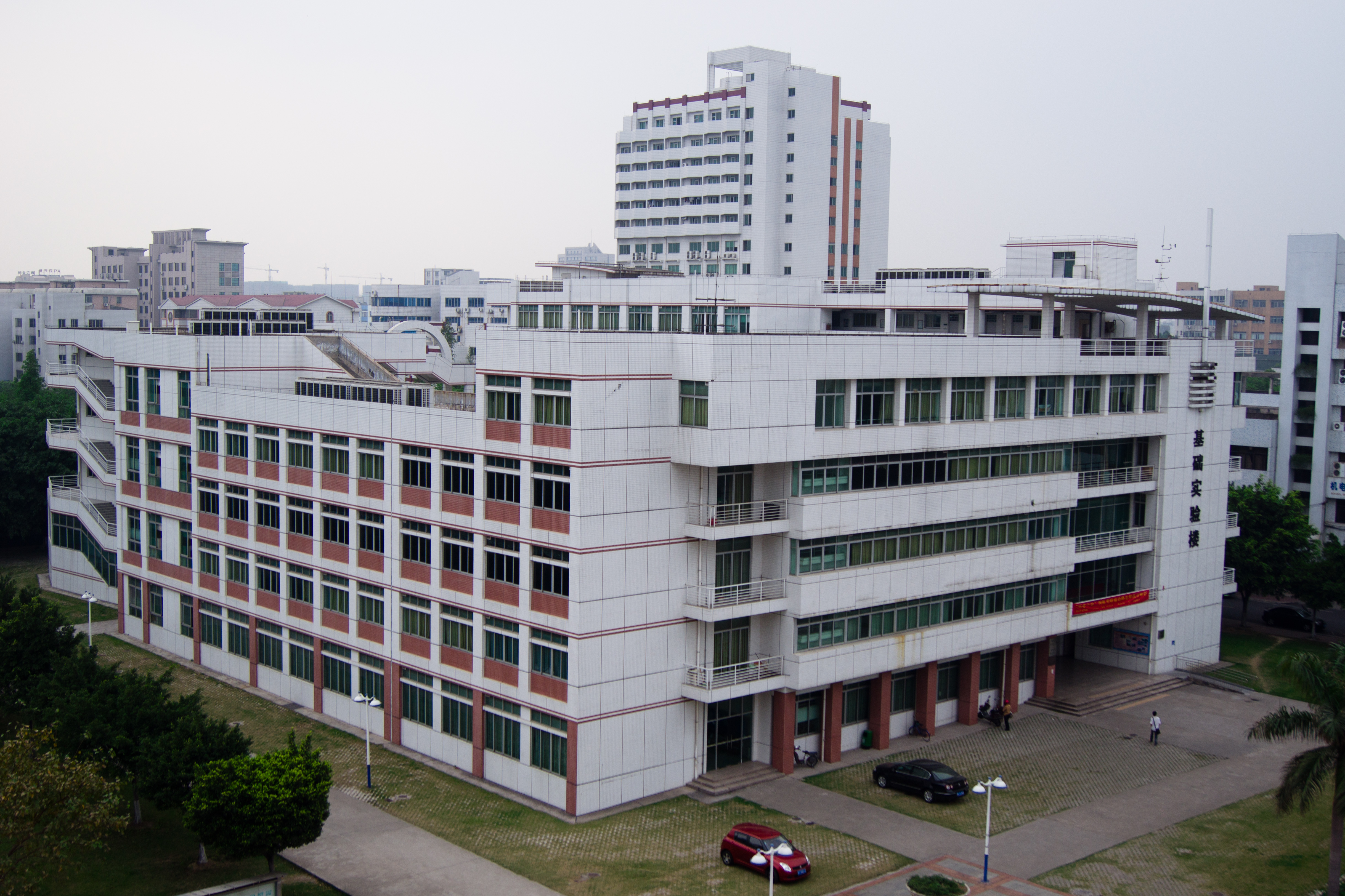
Фошаньский университет
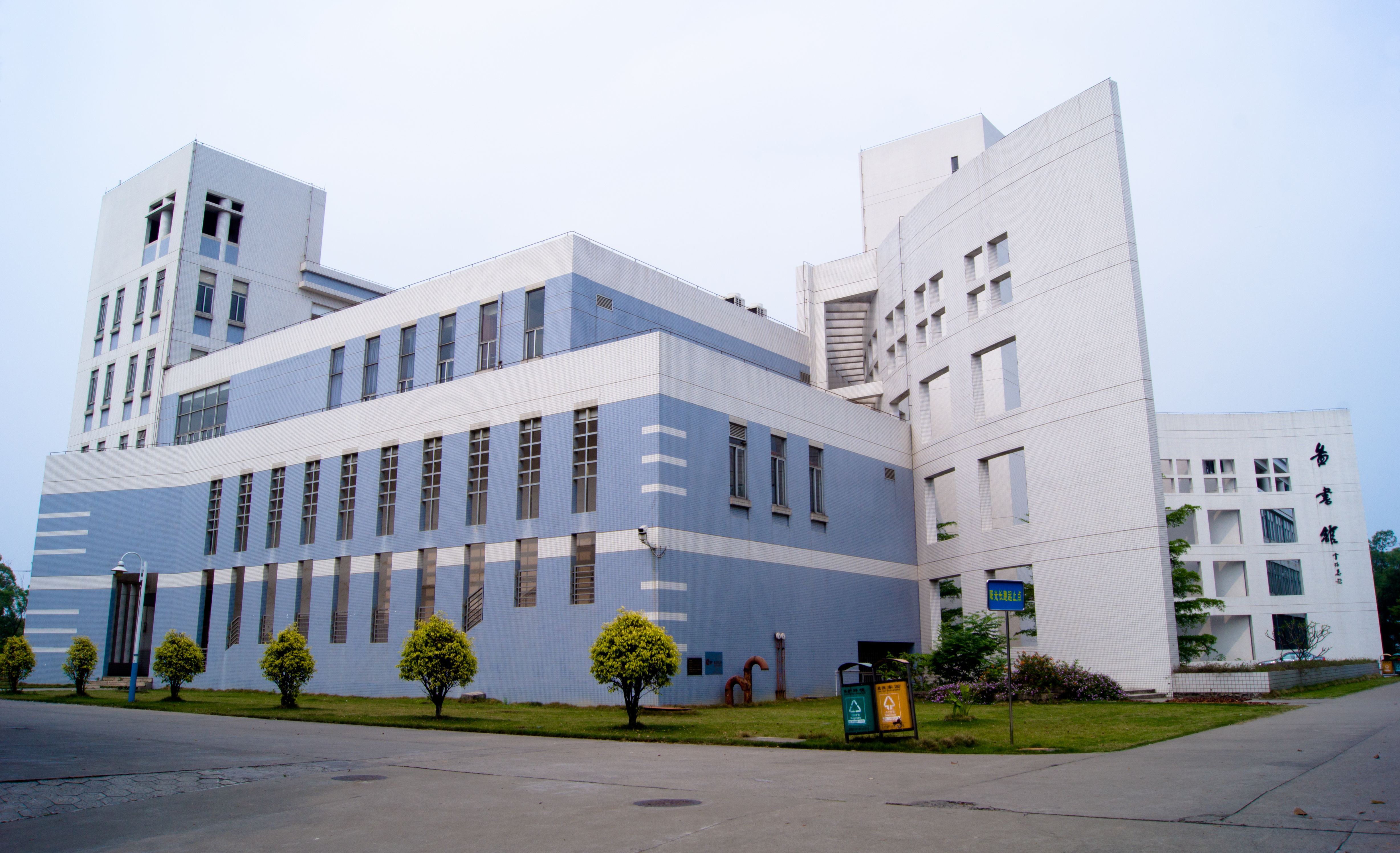
Библиотека университета
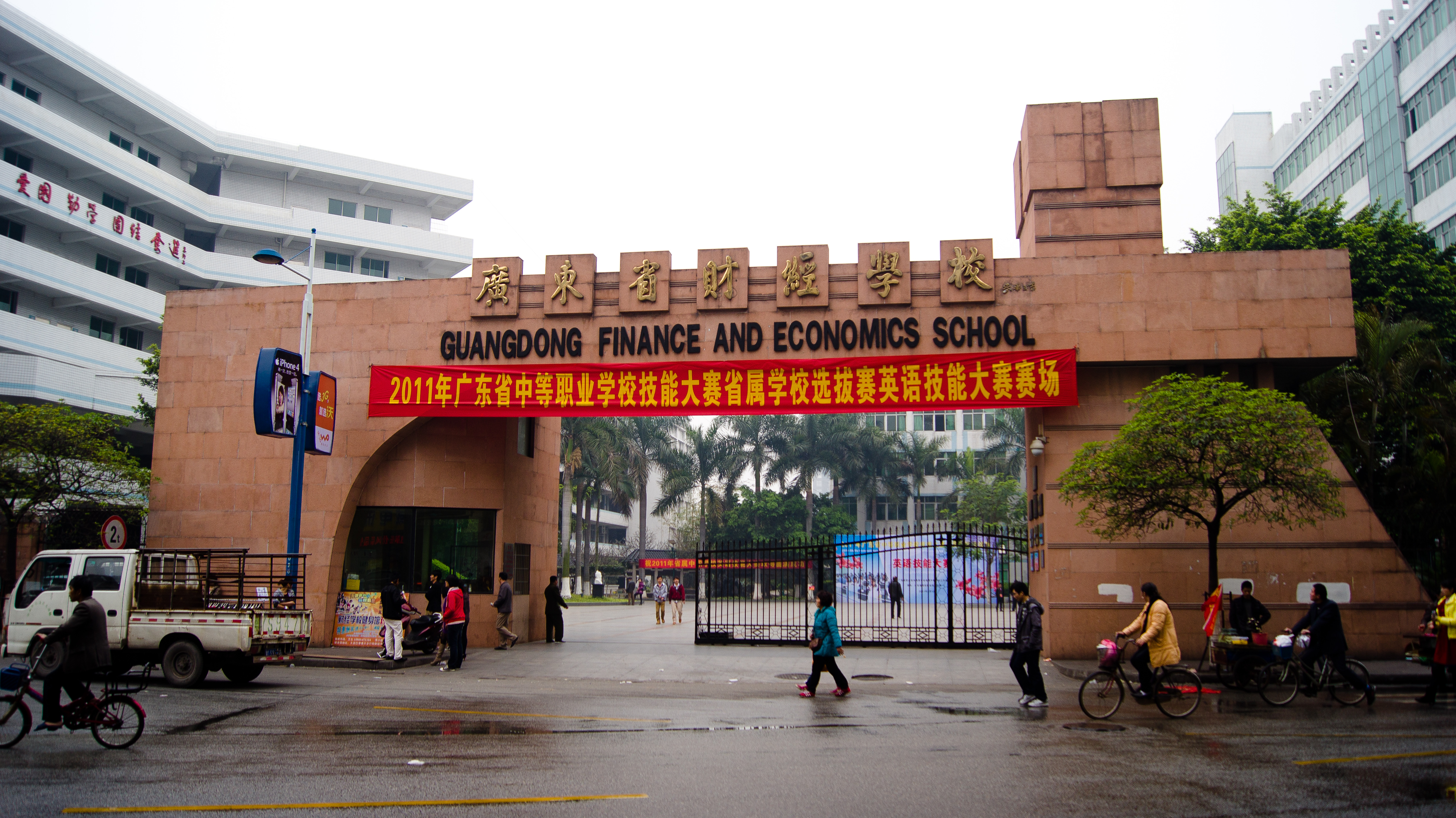
Школа финансов и экономики
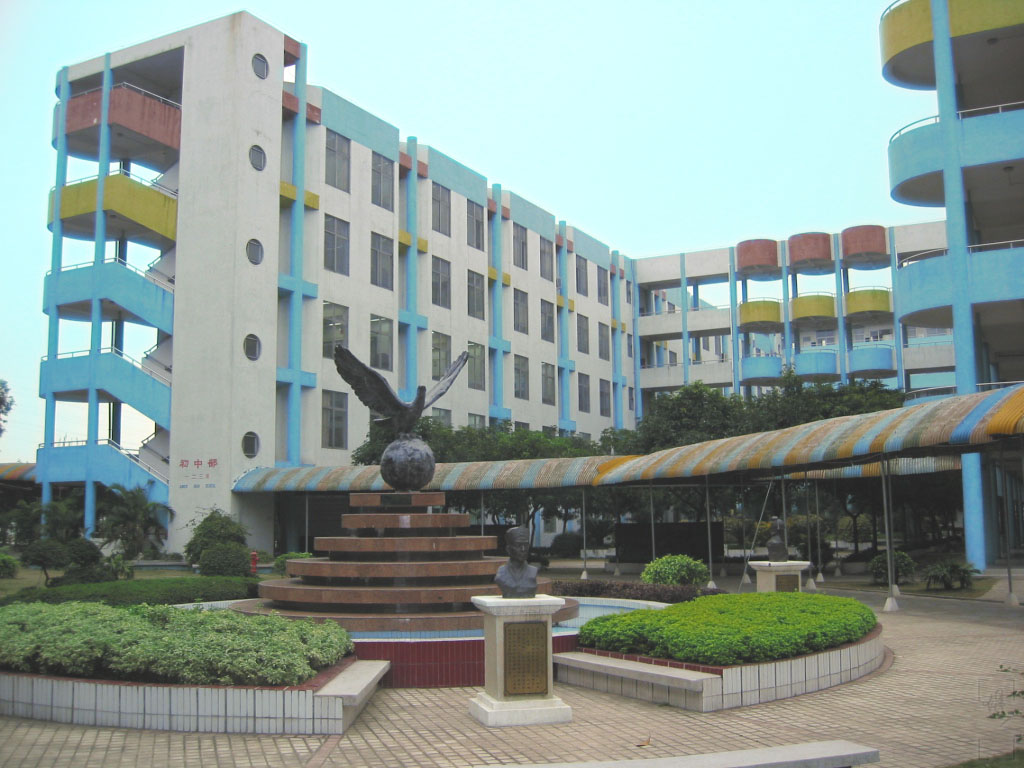
Старшая школа

По состоянию на 2017 год в Фошане насчитывалось 914 детских садов, 409 начальных школ, 142 средние школы, 58 старших школ, 47 средних профессионально-технических школ и 7 специальных школ. Наиболее престижной является Международная школа Фошань Итон Хаус, в которой обучаются иностранцы.

## Здравоохранение
По состоянию на 2017 год в Фошане насчитывалось 50 общественных больниц, 60 частных больниц, 1549 учреждений первичной медико-санитарной помощи и 48 учреждений специализированного общественного здравоохранения. Среди 42 больниц общего профиля второго и выше уровней крупнейшими являются Первая народная больница, Вторая народная больница и Фошаньская муниципальная больница традиционной китайской медицины; среди 15 специализированных больниц второго и выше уровней крупнейшими являются Фошаньская больница матери и ребенка, Стоматологическая больница и Третья народная больница.

## Культура

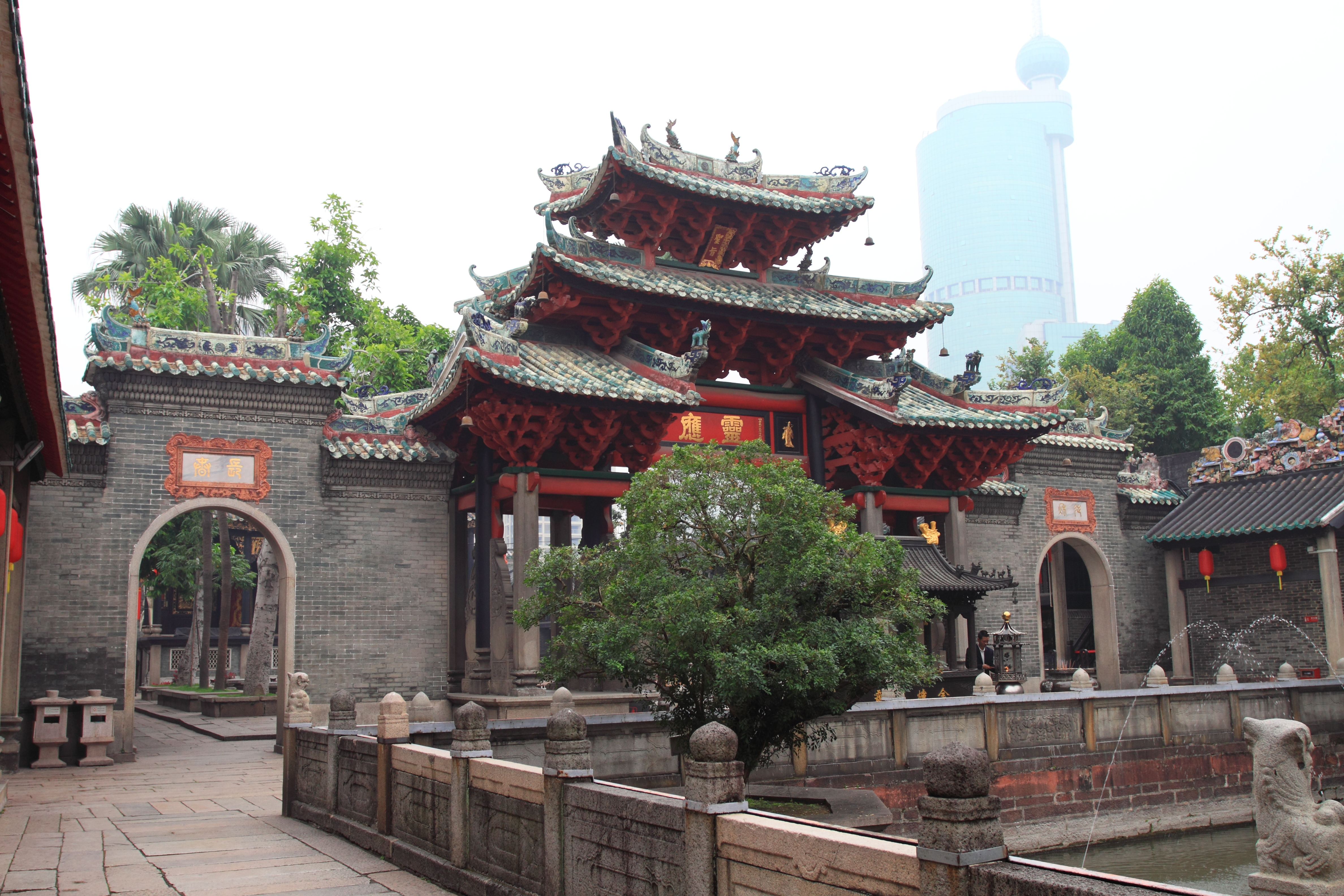
Храм Фошань Цзумяо

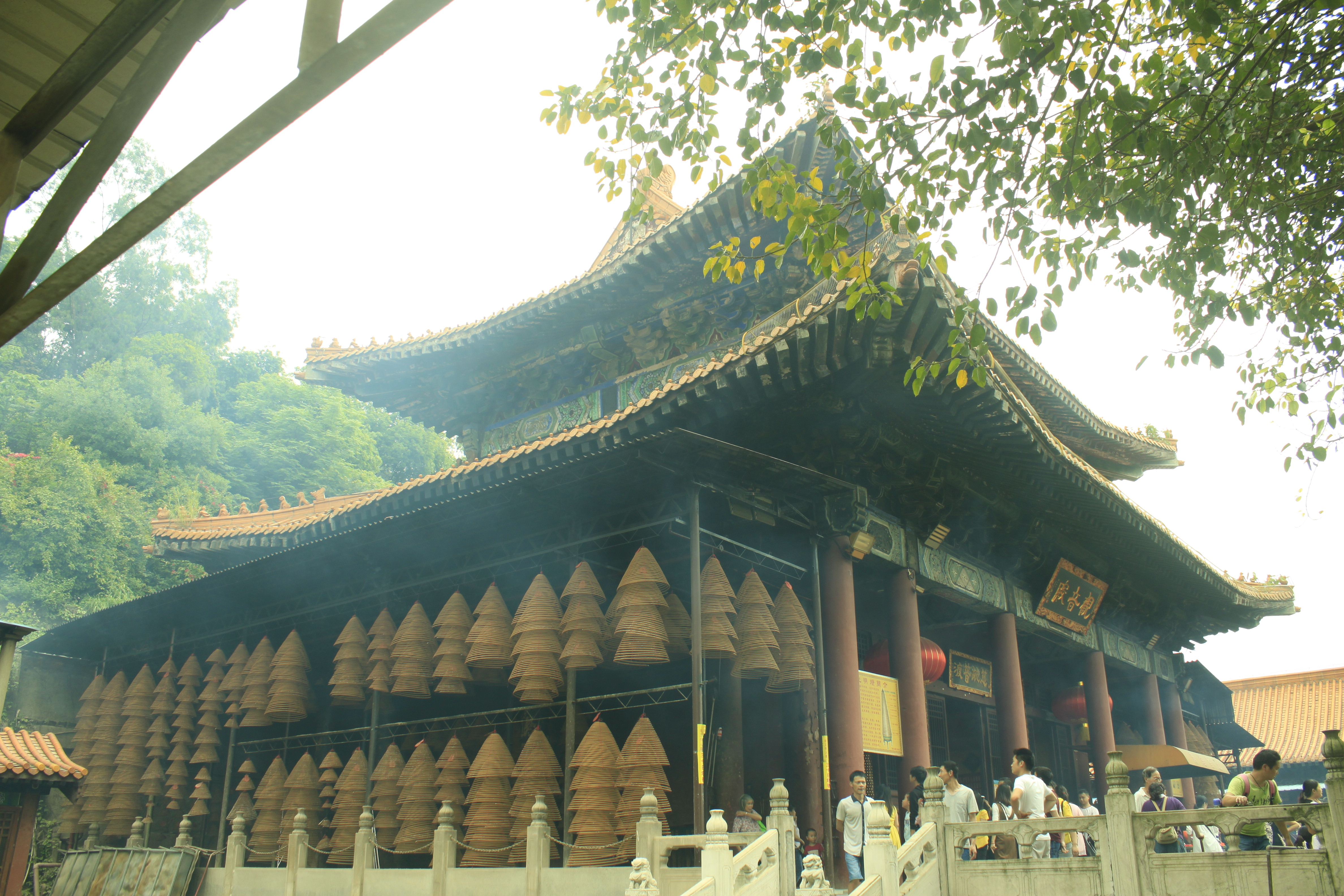
Храм Наньхай Гуаньинь

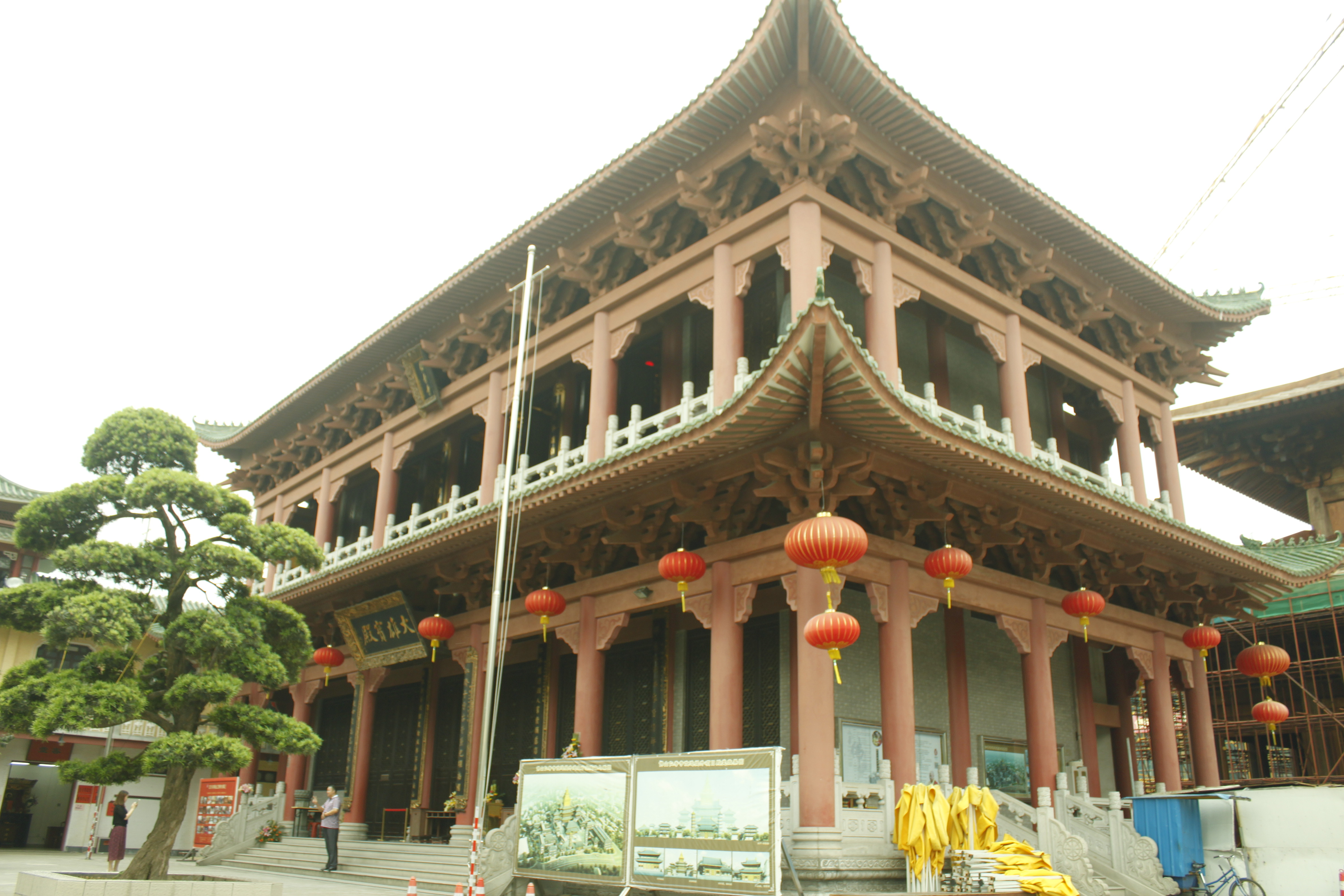
Храм Жэньшоу

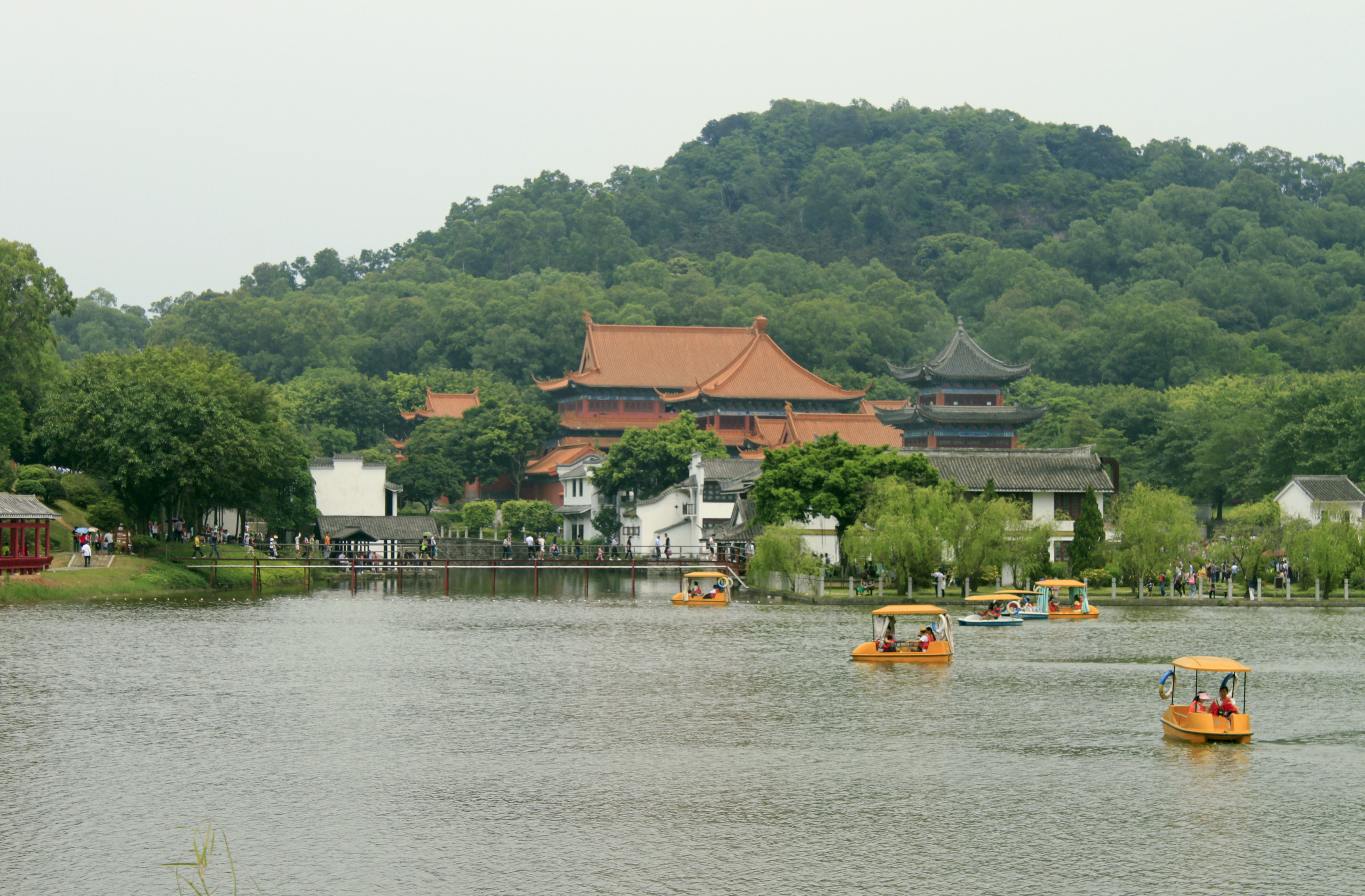
Киностудия CCTV

Фошань является значительным культурным центром Гуандуна: здесь получили всестороннее развитие Кантонская опера (одна из разновидностей Китайской оперы), локальное направление кантонской кухни, стили боевых искусств Наньцюань («Южный кулак» — ветвь Шаолинь цюань), Хунгар и Винчунь, которые способствовали появлению в 1970-х годах в Гонконге и Китае волны кинофильмов о кунг-фу, а также южный стиль танца льва. В округе имеется развитая сеть театров, кинотеатров, публичных библиотек, научных и технологических музеев, культурных центров (станций) и районных домов культуры. 
В районе Чаньчэн расположен даосский родовой храм Фошань Цзумяо, который причислен к списку культурного наследия Гуандуна. Первый храм на этом месте был построен при императоре Чжэ-цзуне, однако к концу династии Юань он пришёл в упадок. При императоре Хунъу храм был перестроен и посвящён богу стихий Сюаньву. После прихода к власти коммунистов храм был преобразован в Фошаньский муниципальный музей. Сегодня он состоит из храма предков, конфуцианского храма и нескольких залов, посвящённых мастерам боевых искусств. В музее выставлены коллекции керамики, резьбы по дереву и литья.
В районе Наньхай расположен обширный буддийский комплекс, посвящённый богине Гуаньинь. Храм был основан в период правления императора Тай-цзуна, затем он несколько раз перестраивался, разрушался и восстанавливался; современный вид приобрёл после реконструкции 1996 года. Вдоль центральной оси комплекса расположены ворота пайлоу, зал Небесных царей, зал Махавира и зал Гуаньинь. Также в состав комплекса входят зал Шестого патриарха, зал настоятеля храма, трапезная монахов, зал приёмов, зал медитации, колокольня, барабанная башня, несколько ворот, пруд с мостиками и беседками.
В районе Чаньчэн расположен буддийский храмовый комплекс Жэньшоу, построенный в правление императора Шуньчжи. В правление императоров Канси и Сяньфэна монахи перестраивали и реконструировали части храма. В 1938 году учитель Сюй Юнь открыл построенную при храме пагоду. После прихода к власти коммунистов храм был превращён в зернохранилище, в 1980-х годах реконструирован на пожертвования местных буддистов. В 1998 году храм Жэньшоу был официально открыт для публики. В его состав входят «шаньмэнь» («Ворота трёх освобождений»), зал Махавира и семиэтажная пагода; в храме хранится коллекция фарфоровых скульптур Будды.      
В районе Шуньдэ находится частный музей современного искусства Хэ (He Art Museum), созданный архитектором Тадао Андо; в районе Чаньчэн расположен Гуандунский музей Кантонской оперы. В районе Наньхай находится огромная киностудия Центрального телевидения Китая. Среди многочисленных павильонов имеются Город Небесного царства тайпинов, Водный город области Цзяннань на берегу большого озера, улицы старого Гонконга и Макао, части Запретного города и Великой стены. Крупнейшими библиотеками округа являются библиотека Фошаньского университета и районная библиотека Шуньдэ.
В Фошане регулярно проводятся такие важные культурные мероприятия, как выставка Guangdong Creative City Expo, Гонконгско-Фошаньский фестиваль, Фошаньский кинофестиваль боевиков в стиле кунг-фу, церемонии награждения премиями Золотой петух и Сто цветов, выставки мастеров китайской каллиграфии, музыкальные концерты, танцевальные и песенные представления.

## Спорт

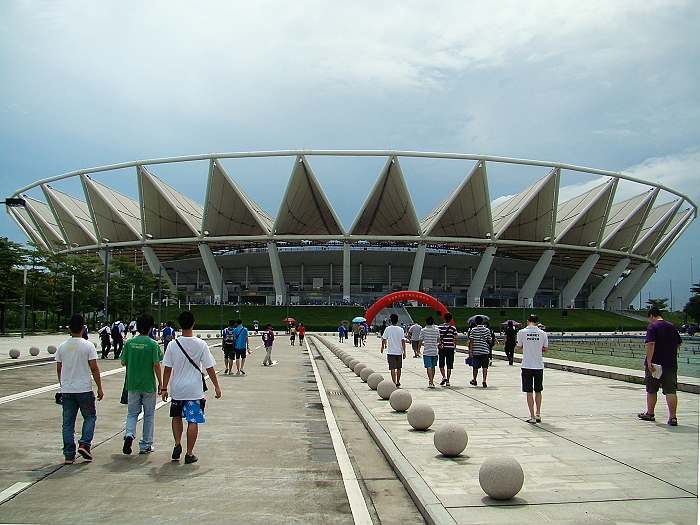
Стадион Сенчури Лотус

Крупнейшими аренами Фошаня являются Международный спортивный и культурный центр, крытый стадион Сенчури Лотус, стадион Линънань Пёрл и Фошаньский центр водных видов спорта. В округе проходили чемпионат мира по синхронному плаванию среди юниоров (2006), соревнования по прыжкам в воду в рамках Пекинской олимпиады (2008), соревнования по синхронному плаванию и боксёрские поединки в рамках Азиатских игр (2010), поединки на саблях среди женщин в рамках Кубка мира по фехтованию (2016), отборочные соревнования по бадминтону в рамках 13-х Национальных игр Китая (2017), игры Чемпионата мира по баскетболу (2019). Кроме того, в городе имеются поля для игры в гольф, которые принимают престижные международные соревнования серии Challenge Tour.
Ранее в Фошане играли два футбольных клуба — «Фошань Фости» (1988—1997) и «Гуандун Жичжицюань» (2007—2014), а также баскетбольный клуб «Гуанчжоу Лунг Лайонс» (2010—2016).

## Известные уроженцы

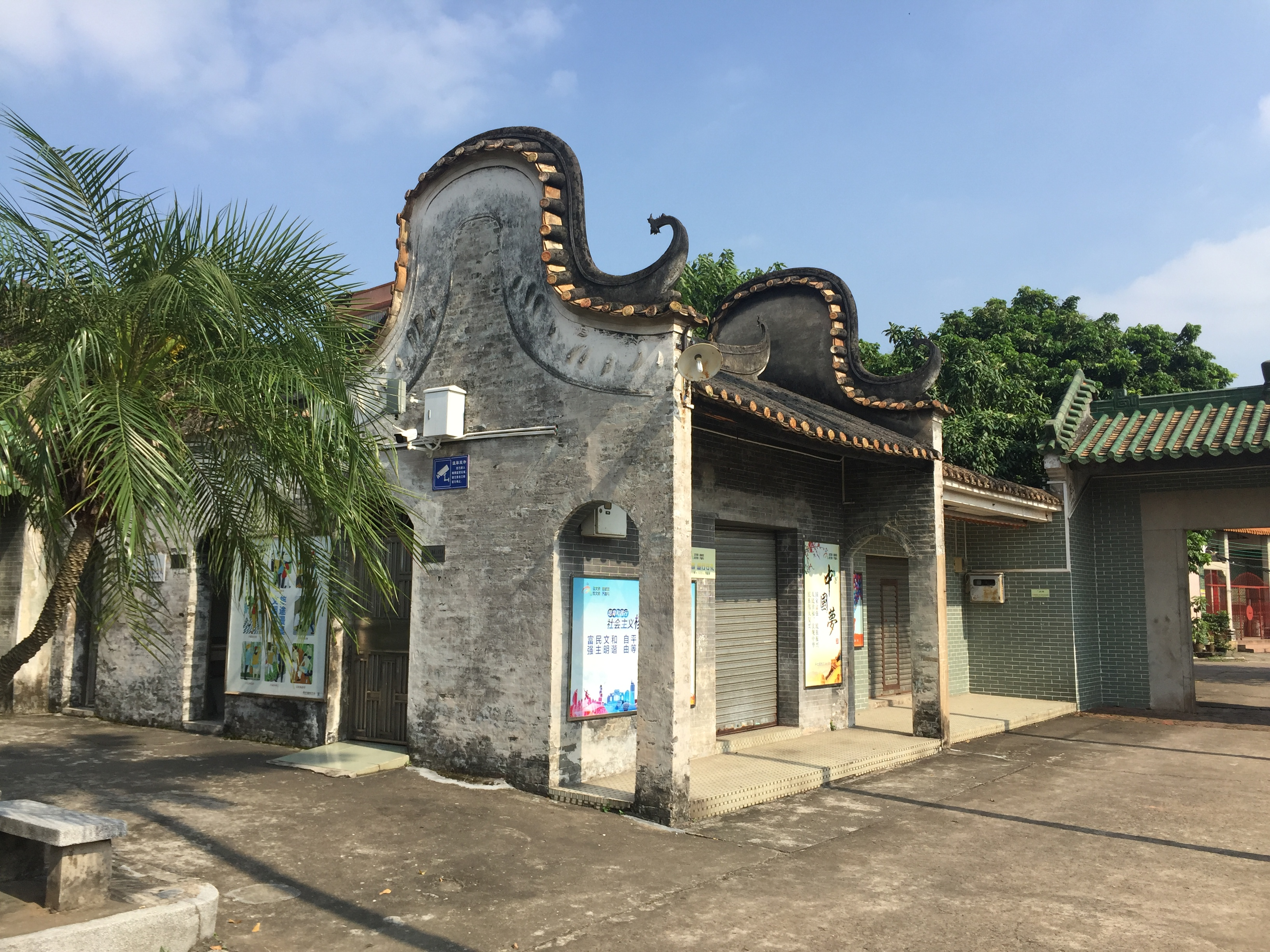
Дом-музей Кан Ювэя

На территории современного округа Фошань родились художник Линь Лян (1424), мастер боевых искусств Хуан Фэйхун (1847), философ Кан Ювэй (1858), мастер боевых искусств Нгуен Те Конг (1873), суфражистка Кан Тунби (1881), государственные деятели Ван Цзинвэй (1883) и Тань Пиншань (1886), мастер боевых искусств Ип Ман (1893), актёр Ли Хойчэнь (1901), бизнесмены Ма Ваньци (1919) и Ли Шауки (1928), художник Ян Цзечан (1965), тяжелоатлет Хэ Чжоцян (1967), предпринимательница Ян Хуэйянь (1981), киберспортсмен Хуан Сян (1989).

## Города-побратимы
- Итами
- Порт-Луи
- Окленд
- Маркем
- Таунсвилл
- Медуэй
- Старогард-Гданьский
- Сент-Джорджес
- Ингольштадт

## Галерея

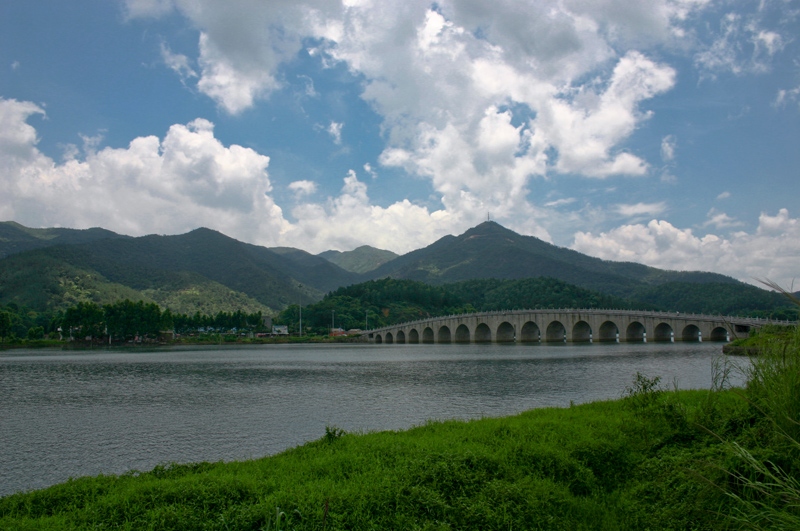
Серебряное озеро
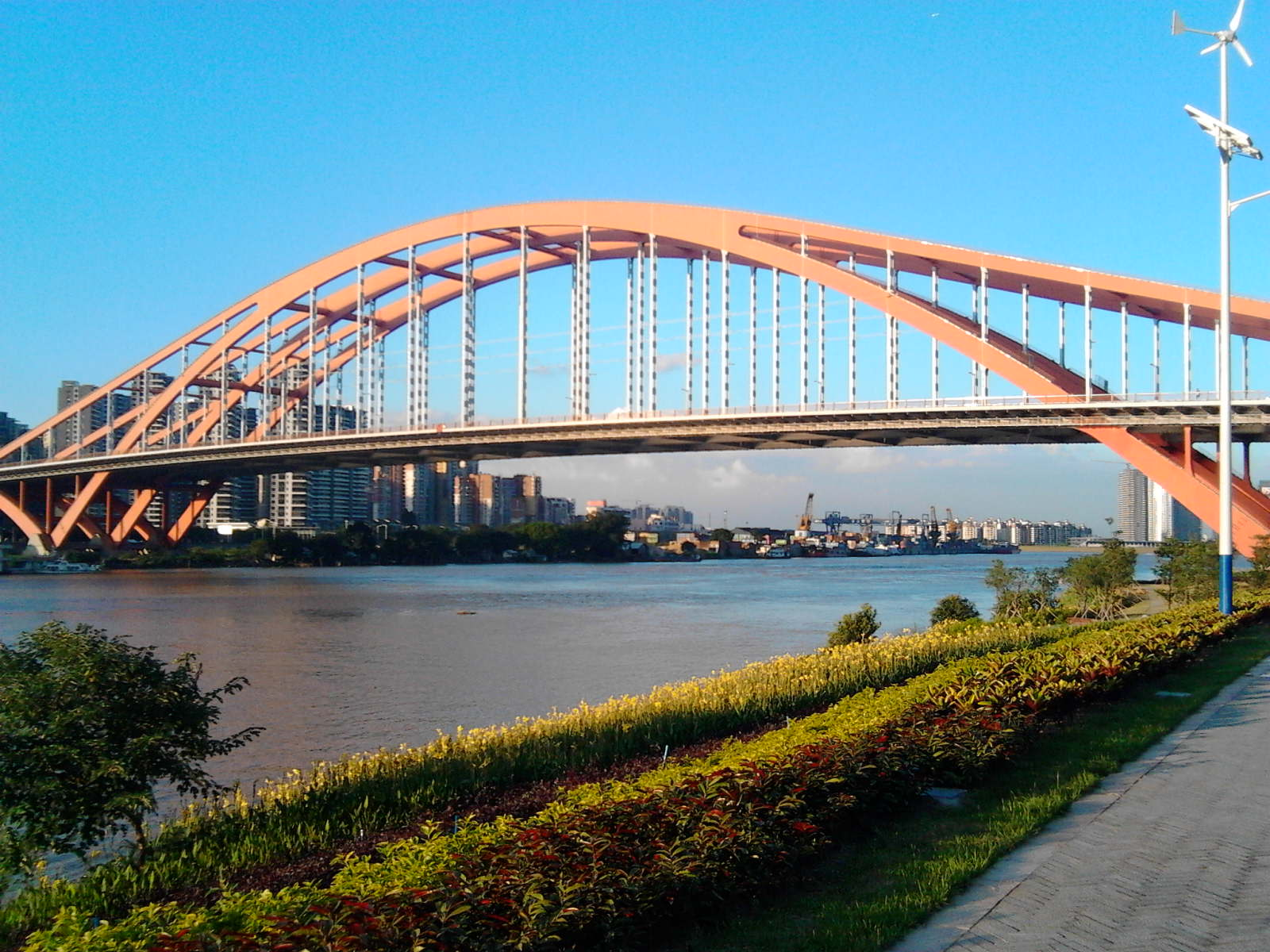
Мост Дунпин
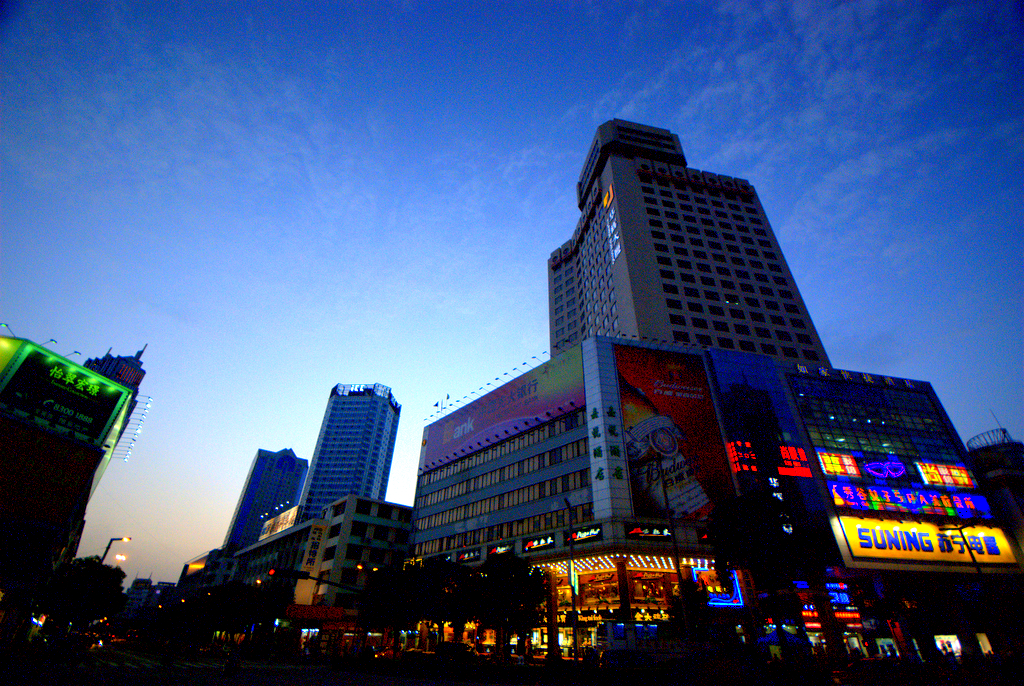
Торговый центр в Чаньчэне
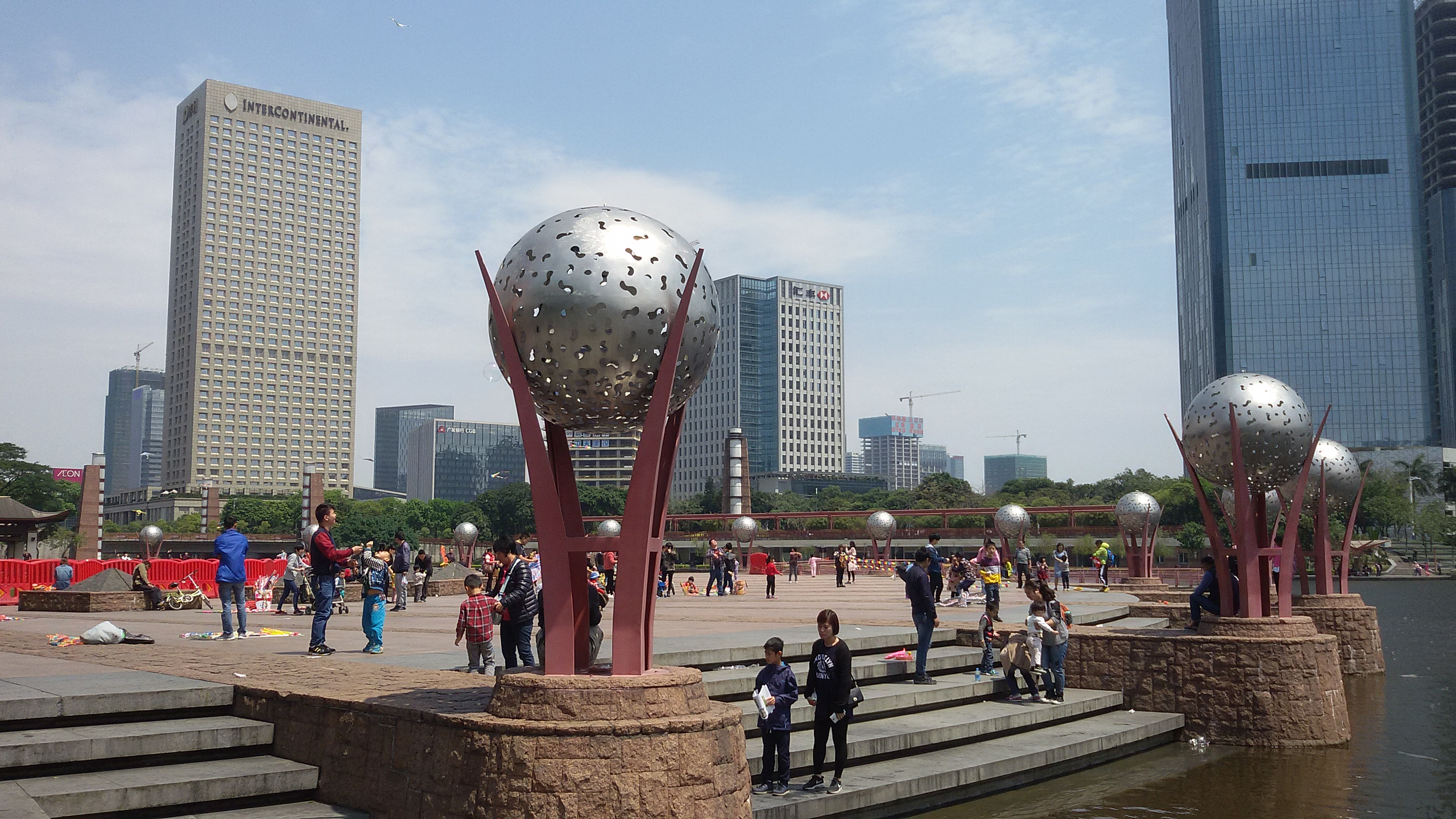
Площадь у озера
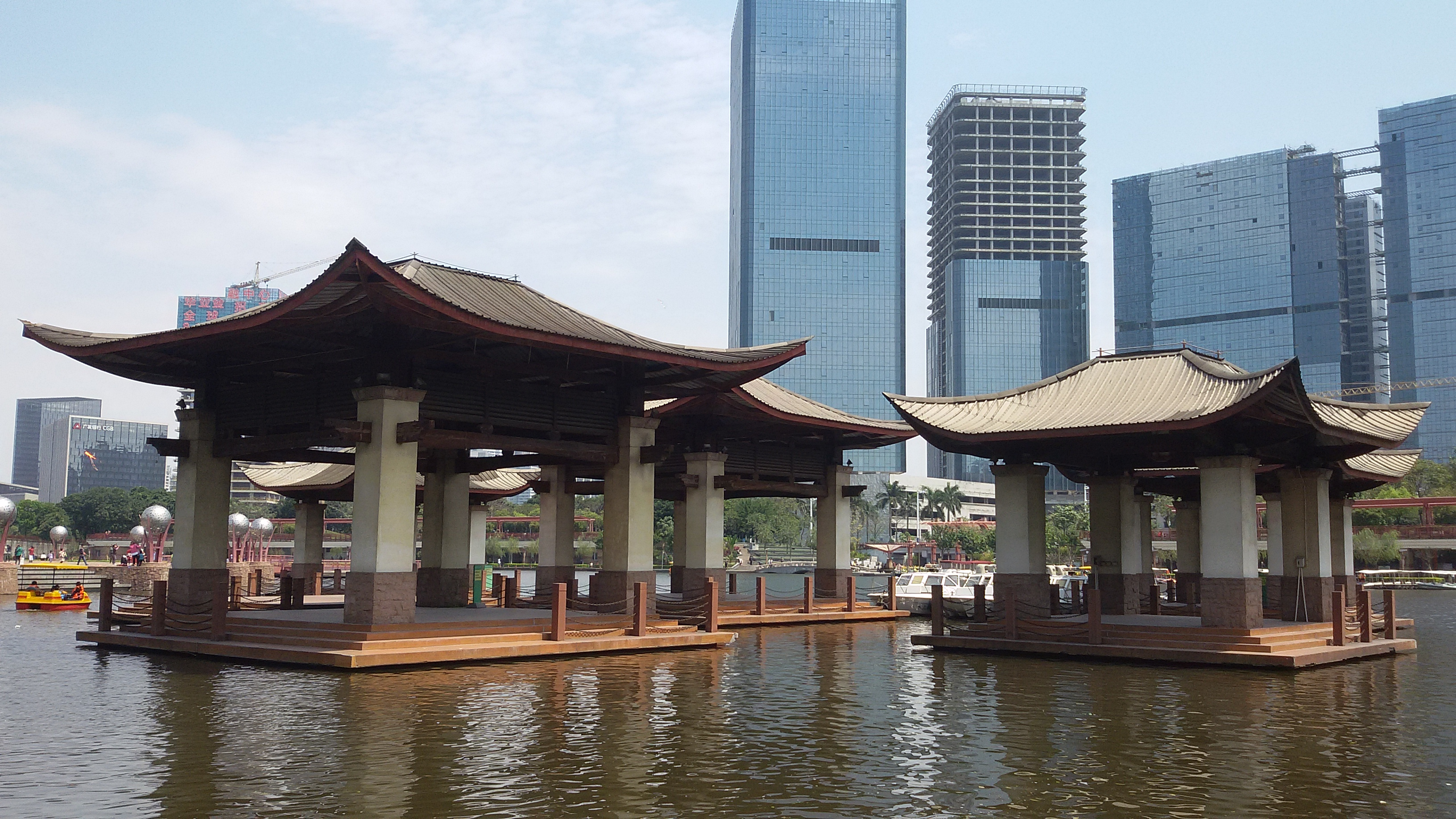
Павильоны на озере
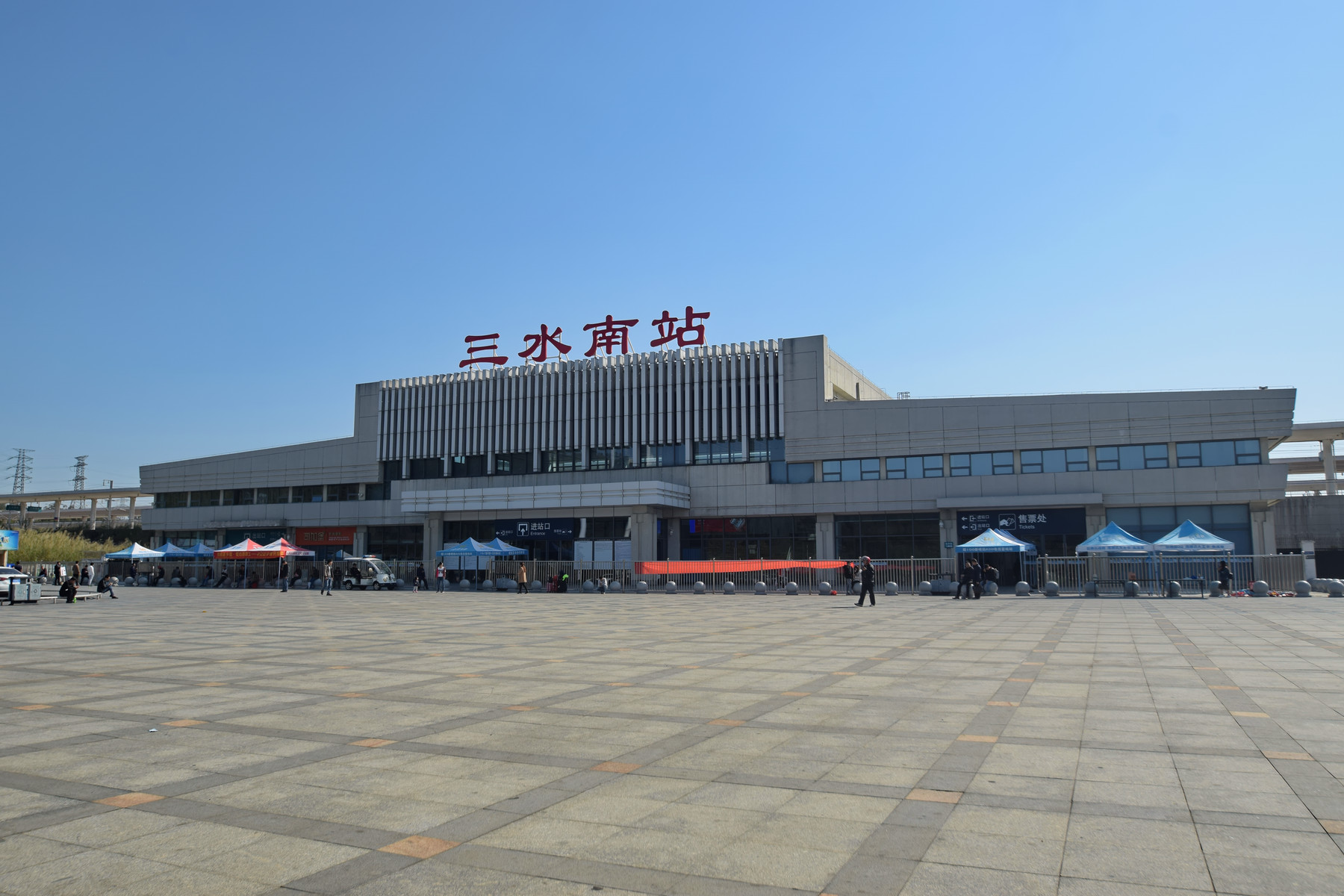
Вокзал Саньшуй-Саут
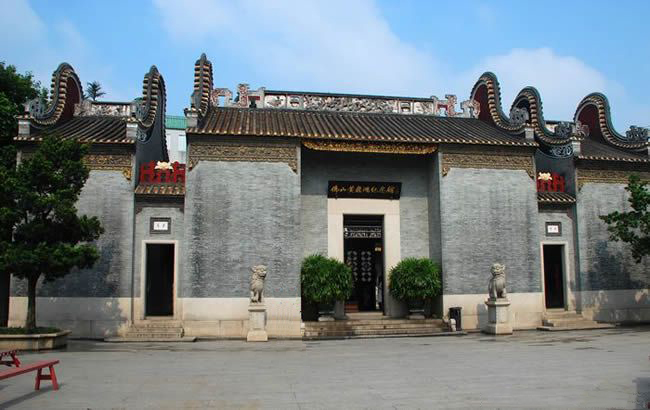
Мемориальный зал Хуан Фэйхуна
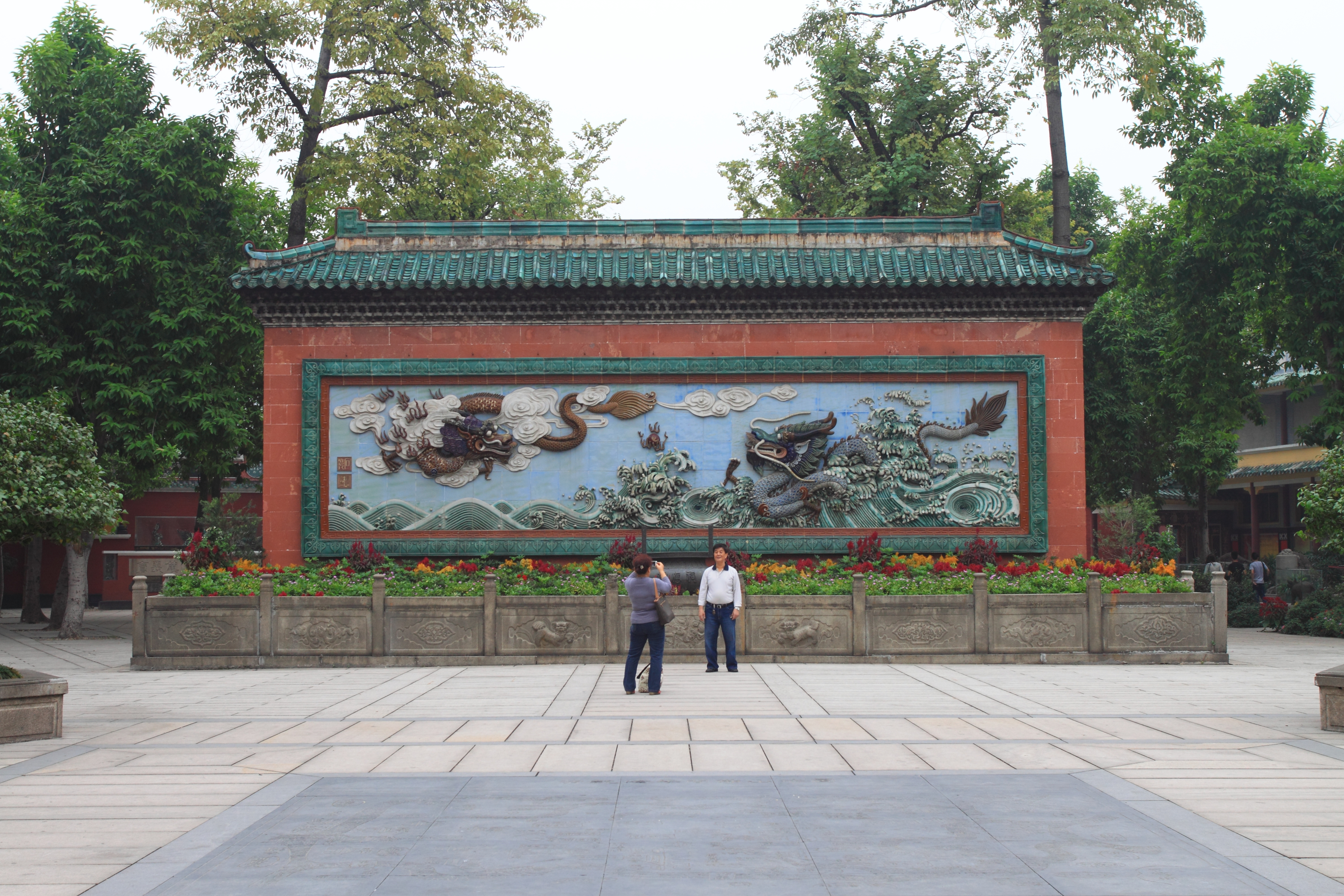
Стена драконов
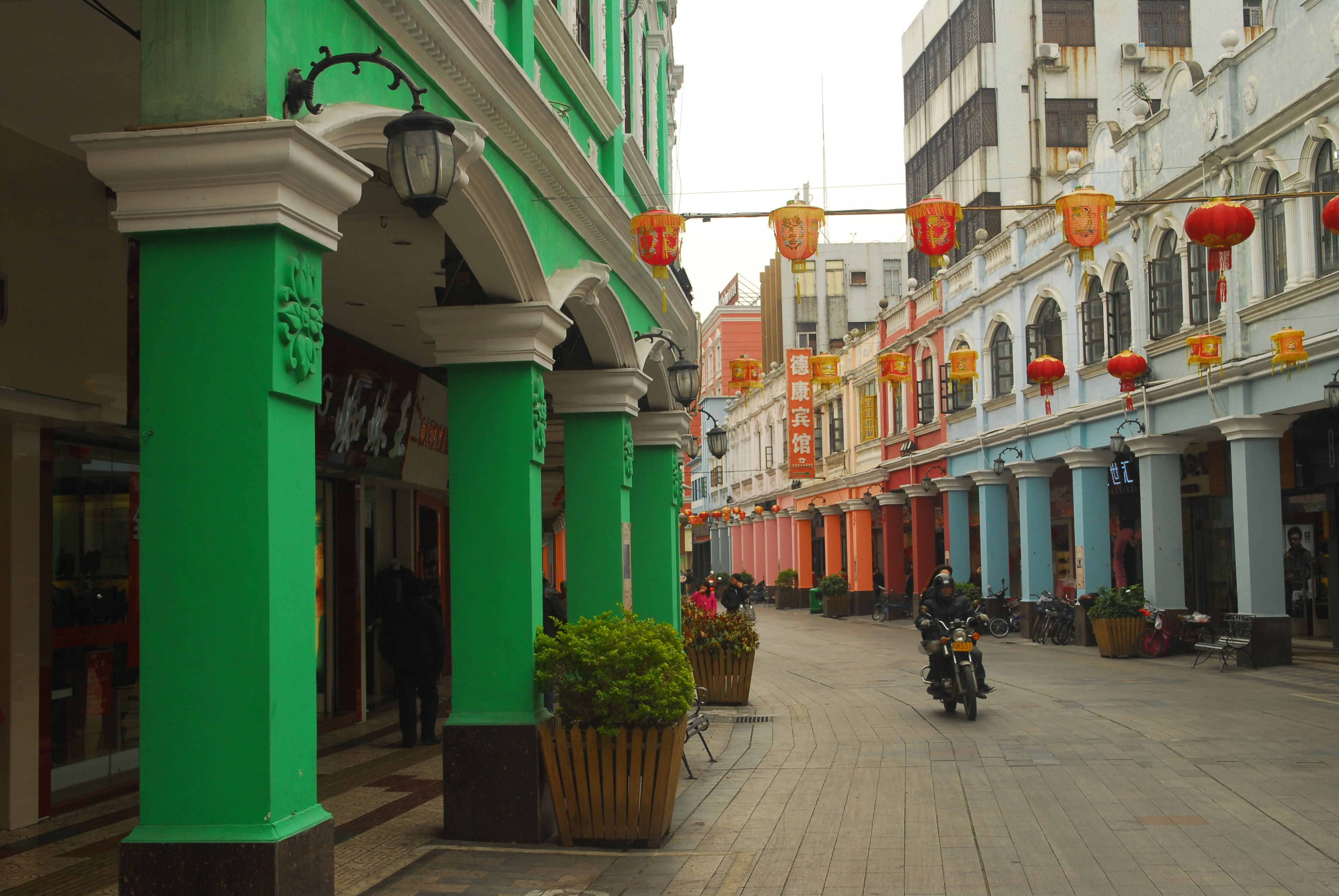
Пешеходная улица в Шуньдэ
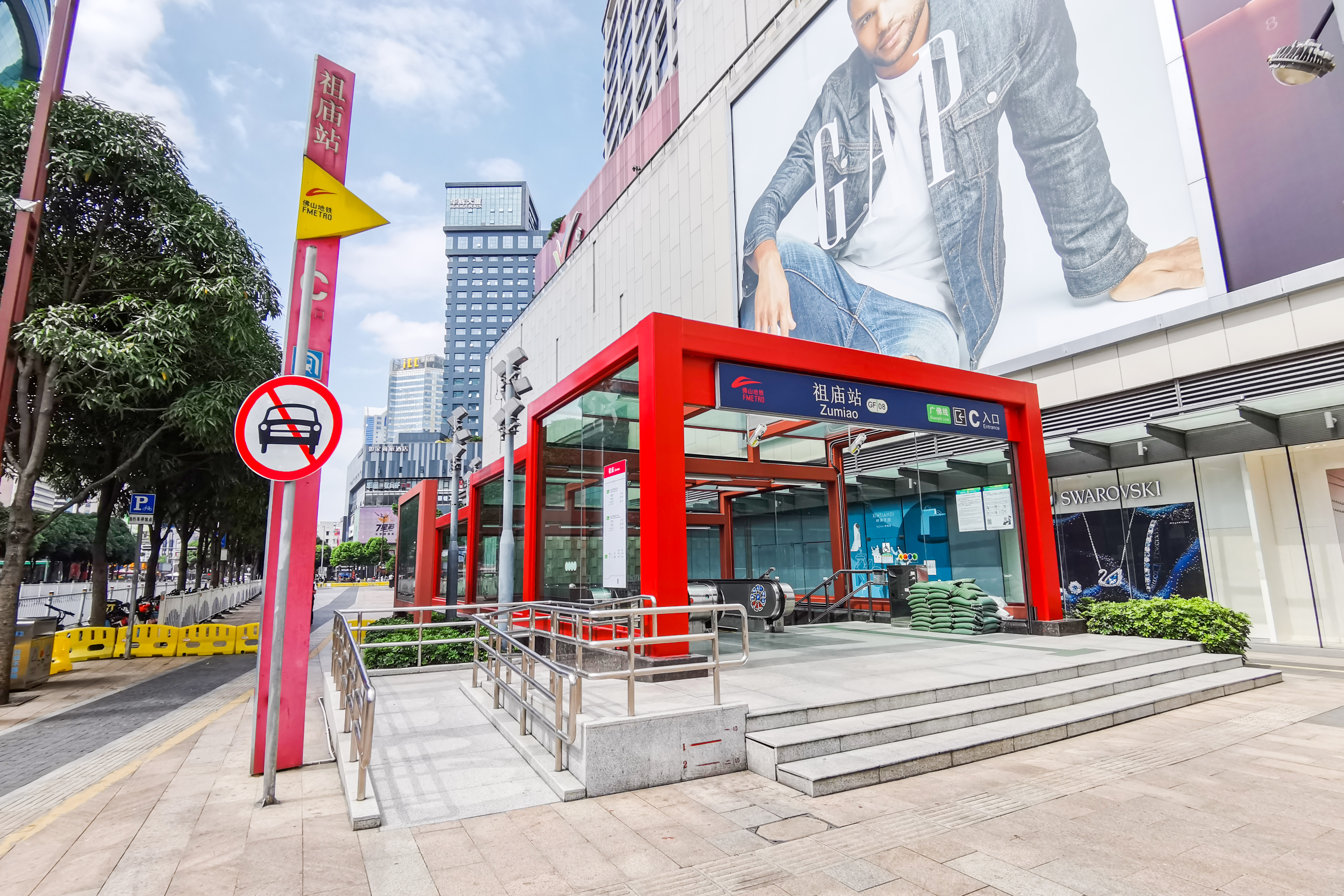
Вход на станцию метро
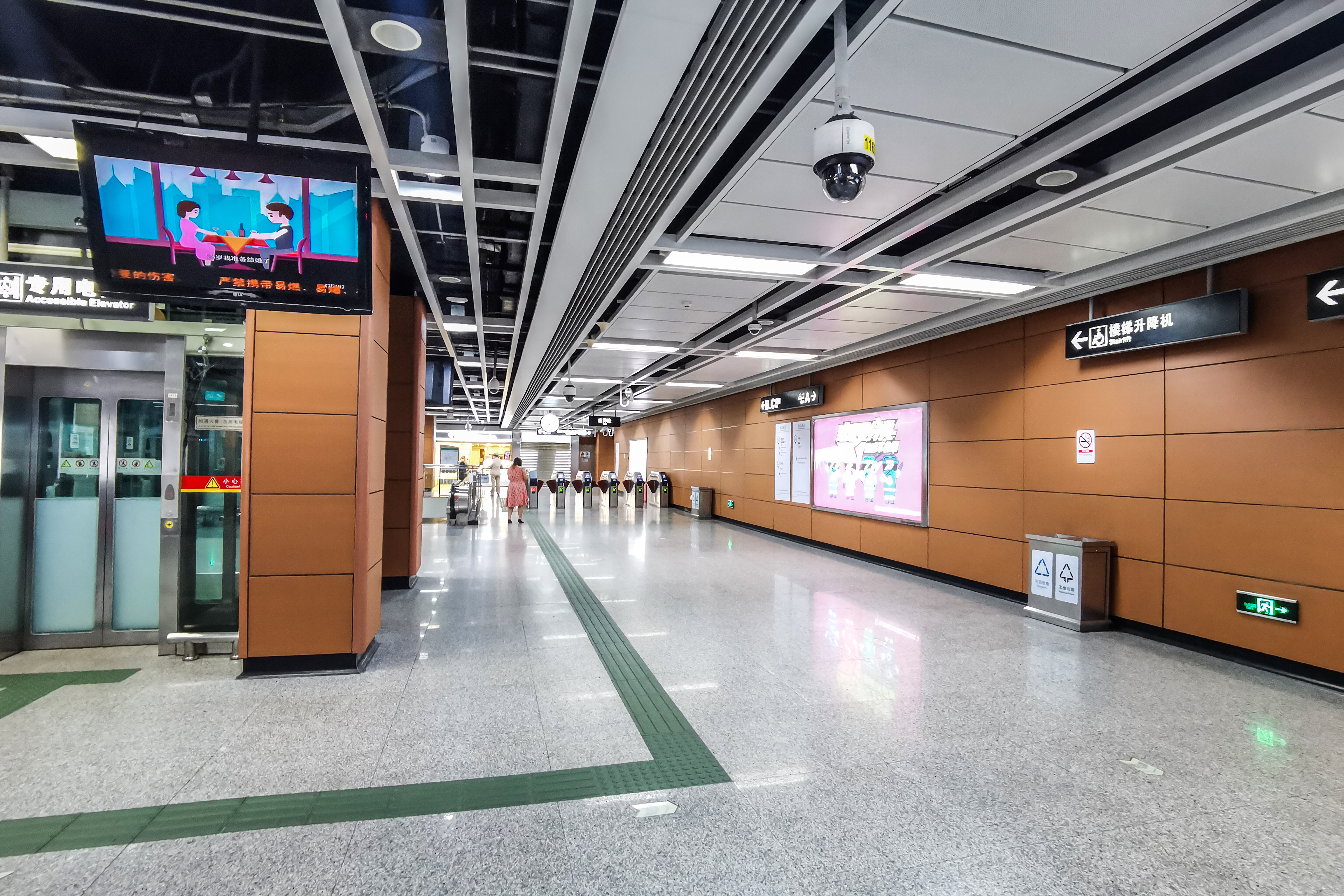
Станция метро